# Meknès
Pour le paquebot français, voir Meknès (navire).
Meknès (en arabe : مَكْنَاس, Maknās) est une ville et commune du Maroc, chef-lieu de la préfecture de Meknès au sein de la région de Fès-Meknès. Elle est située sur le plateau de Saïss entre les massifs du Rif et du Moyen Atlas, et son territoire est traversé par la vallée du Oued Boufakrane.

## Toponymie
La ville de Meknès tire son nom de la tribu amazighe Meknassa,. Les membres de cette tribu sont appelés les Imknassen au pluriel, Ameknas au singulier. Ameknas signifie en berbère le guerrier ou le combattant. L'appellation Ameknas est utilisée par certains activistes berbères pour désigner la ville,.
Plusieurs localités fondées par les Meknassas portent une appellation homonyme : Mkansa dans la Province de Taounate, Maknassa Al Gharbya, et Meknassa Acharqia dans la Province de Taza, Mequinenza en Espagne ou Meknassy en Tunisie.
La ville s'est également appelée Méquines ou Méquinez en français, et l'est toujours en espagnol. C'est ainsi que Voltaire écrivit : « Je voudrais que le tremblement de terre eût englouti cette misérable Acadie plutôt que Lisbonne et Méquines. ».
Du fait de son rôle de capitale durant le règne d'Ismaïl ben Chérif, la ville est communément désignée au Maroc par capitale ismaélienne,; l'abondance des oliviers dans sa région lui confère l'appellation maknassata azzaytūn, qui signifie Meknès des oliviers,.

## Histoire
La région de Meknès est peuplée depuis le Néolithique. Le site archéologique de la capitale maurétanienne antique, Volubilis, qui servit aussi de capitale à la première dynastie musulmane du Maroc est situé dans sa banlieue nord. La ville a été fondée au XIe siècle par les Almoravides en tant qu'établissement militaire.
Elle fut la capitale du pays durant le règne d'Ismaïl ben Chérif (1672-1727), qui y fit édifier plusieurs monuments, dont notamment les hautes murailles entourant le cœur historique de la ville et percées par 70 portes imposantes.
Meknès est ainsi l'une des quatre villes impériales du Maroc et est inscrite à la liste du patrimoine mondial de l'UNESCO depuis 1996 en tant que ville historique regroupant deux entités : la médina et la ville impériale. Sous le protectorat français, la ville vit l'installation d'une importante communauté européenne et son territoire s'étendit au-delà de ses murailles.
Administrativement, Meknès est l'ancien chef-lieu de la région de Meknès-Tafilalet et actuellement l'un des deux principaux pôles urbains, ainsi qu'une préfecture de la région Fès-Meknès. La ville est composée de la municipalité de Meknès, Toulal, Ouislane et celle d'El Mechouar Stinia (où se trouve le palais royal). Meknès est la 6e plus plus grande ville du Maroc avec une population de 632 079 habitants selon le recensement de 2014.
Économiquement, la région de Meknès est l'une des plus importantes au Maroc en termes de production agricole, notamment par son oléiculture et sa viti-viniculture. La ville fait ainsi office de pôle agricole national et abrite plusieurs grands groupes du secteur au Maroc comme LCM-Aïcha et Les Huileries de Meknès. Parallèlement à sa vocation agricole, la ville profite du développement du secteur automobile marocain, notamment par l'implantation d'équipementiers automobiles dans ses zones industrielles,. D'autre part, malgré son patrimoine culturel et architectural important, et son potentiel touristique reconnu, la ville attire moins de visiteurs que les principales destinations touristiques marocaines, notamment à cause du manque d'infrastructures hôtelières. Plusieurs chantiers sont en cours qui permettraient d'augmenter sa capacité d'accueil de 25 %.
Les habitants de la ville se nomment M'kansa (M'knasi au singulier) en arabe marocain et Ayt M'knas ou Imeknasn en berbère.

### Fondation
Fondée au XIe siècle par les Almoravides en tant qu'établissement militaire. Les Almoravides construisent une forteresse appelée Takrart jouxtant les villages et jardins au XIe siècle ; c'est le noyau de la future médina de Meknès qui vit progressivement l'installation de population issue des bourgades voisines.

### Moyen Âge
La ville, accusée de résistance, est saccagée par les Almohades en 1150 durant leur bataille pour garder le pouvoir contre les Mérinides. Seuls quelques minarets et murs subsistèrent, mais les Almohades entamèrent la construction et la rénovation de plusieurs monuments, dont notamment la Grande Mosquée de la ville. Après leur prise de pouvoir, les Mérinides installent leur capitale à Fès et firent construire plusieurs édifices à Meknès, dont le plus notable est la Medersa Bou Inania. Meknès devint le lieu de villégiature privilégié de leurs vizirs. Après la chute des Mérinides, la ville entre dans une période de déclin.

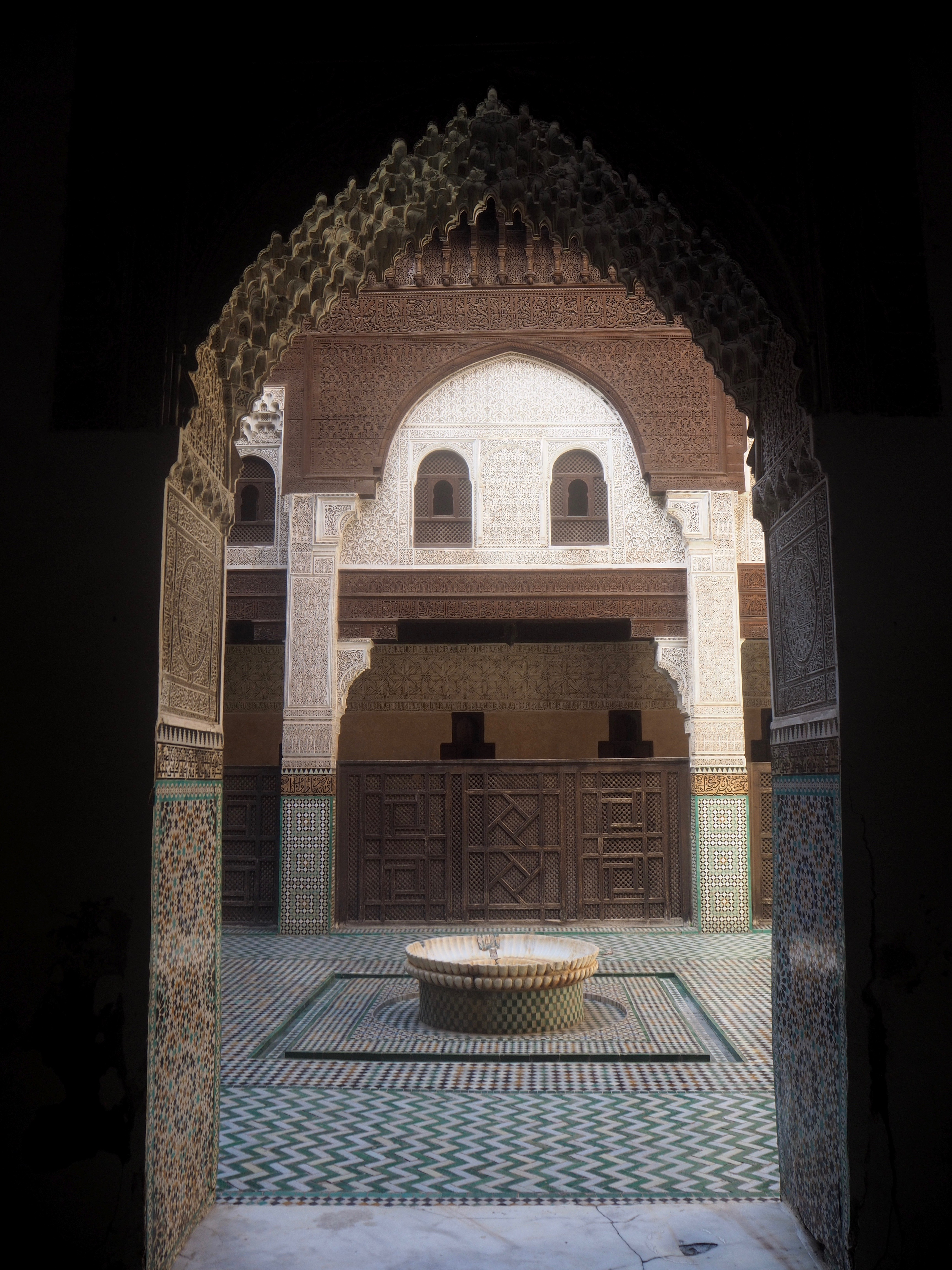
Medersa Bou Inania
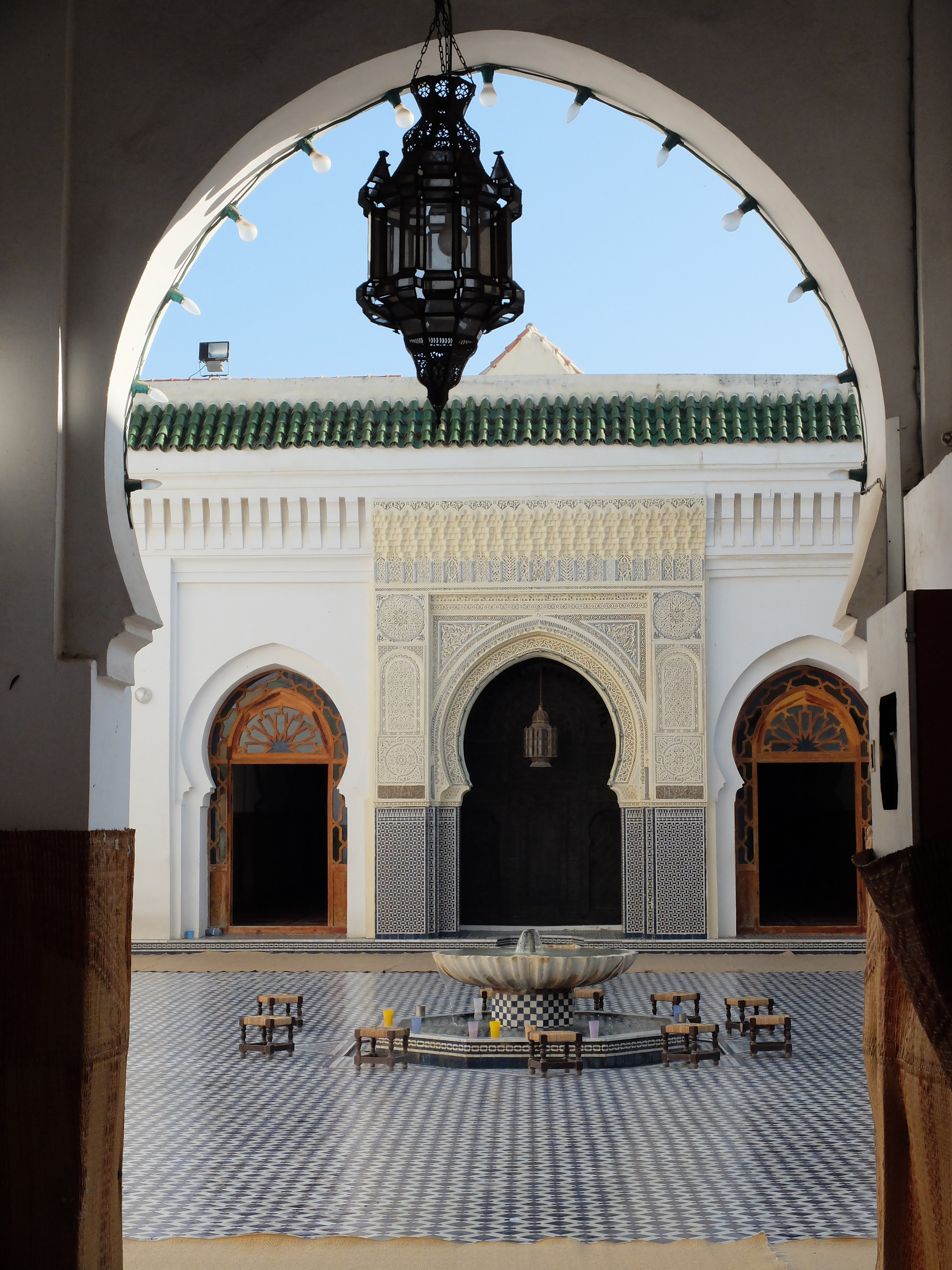
Masjid Meknes
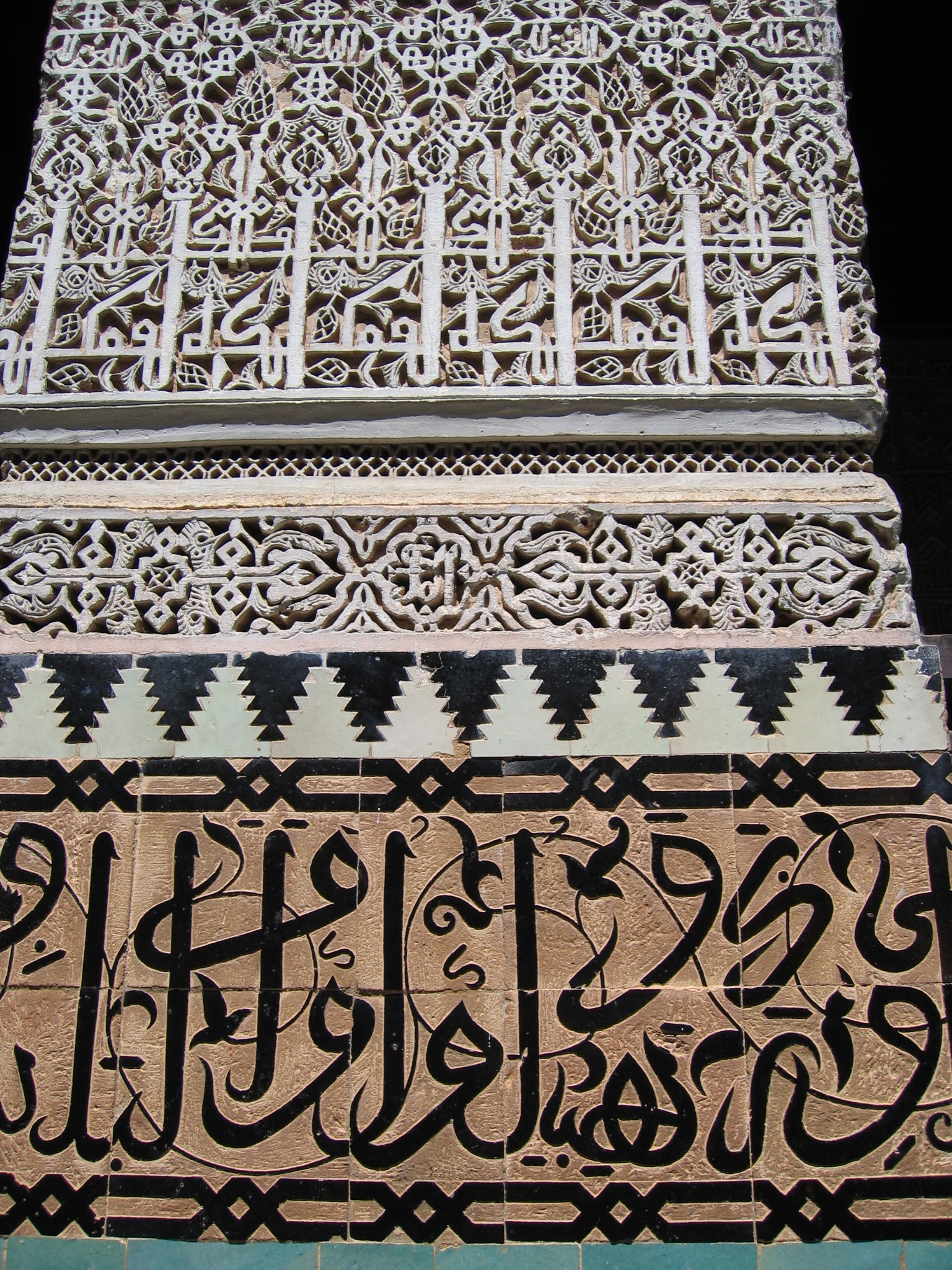
Calligraphie et Zellige de la medersa Bou Inania
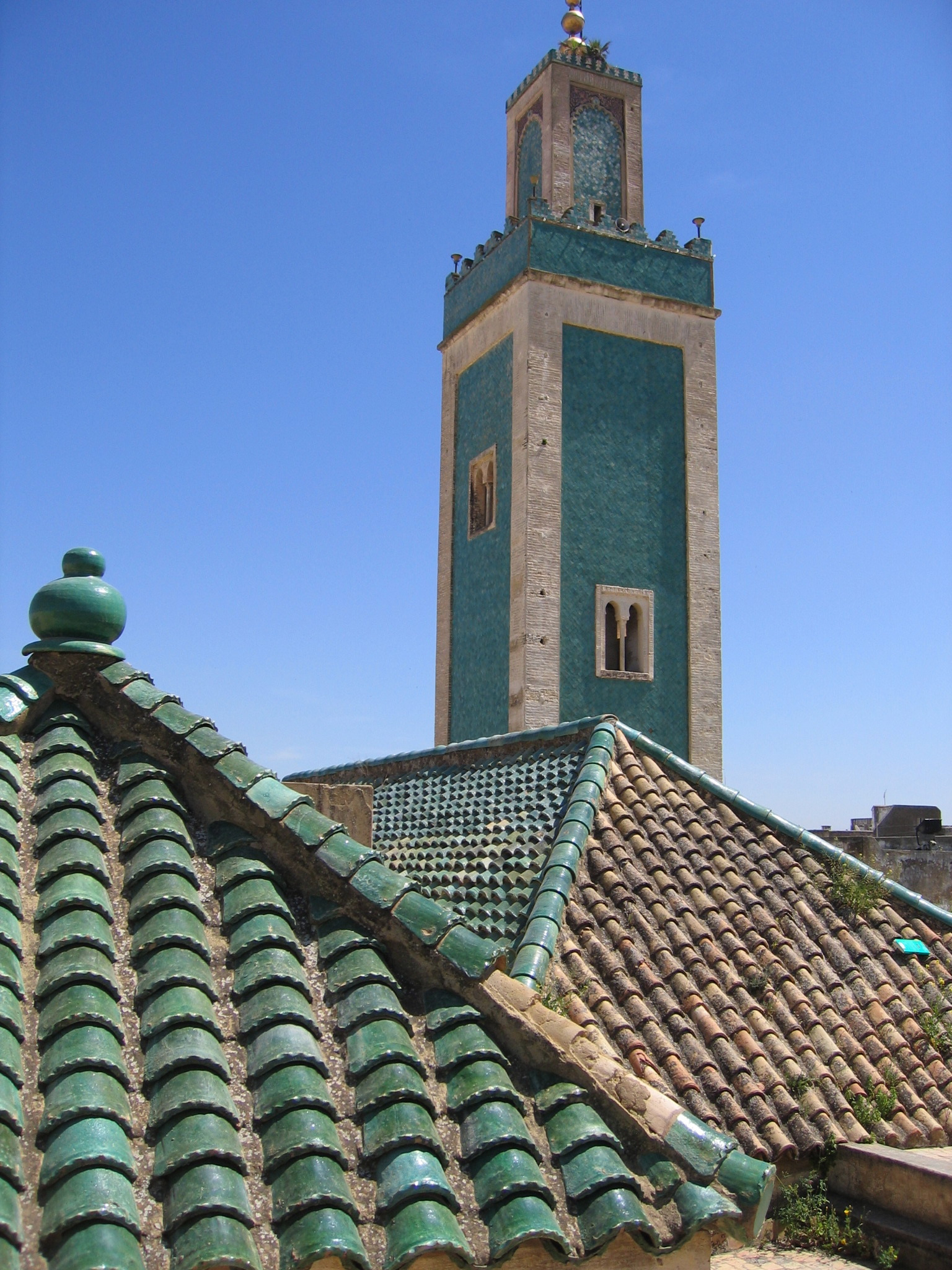
Minaret de la Medersa
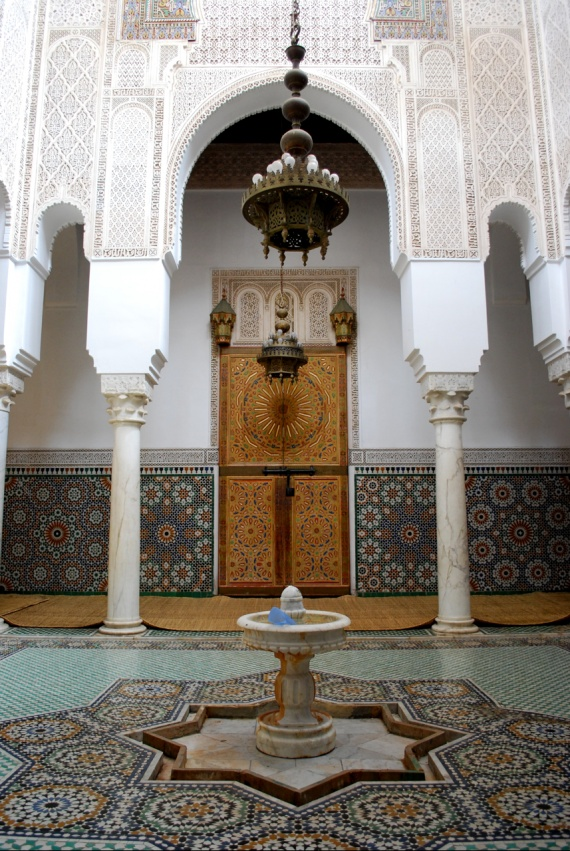
Masjid dar Moulay Ismail
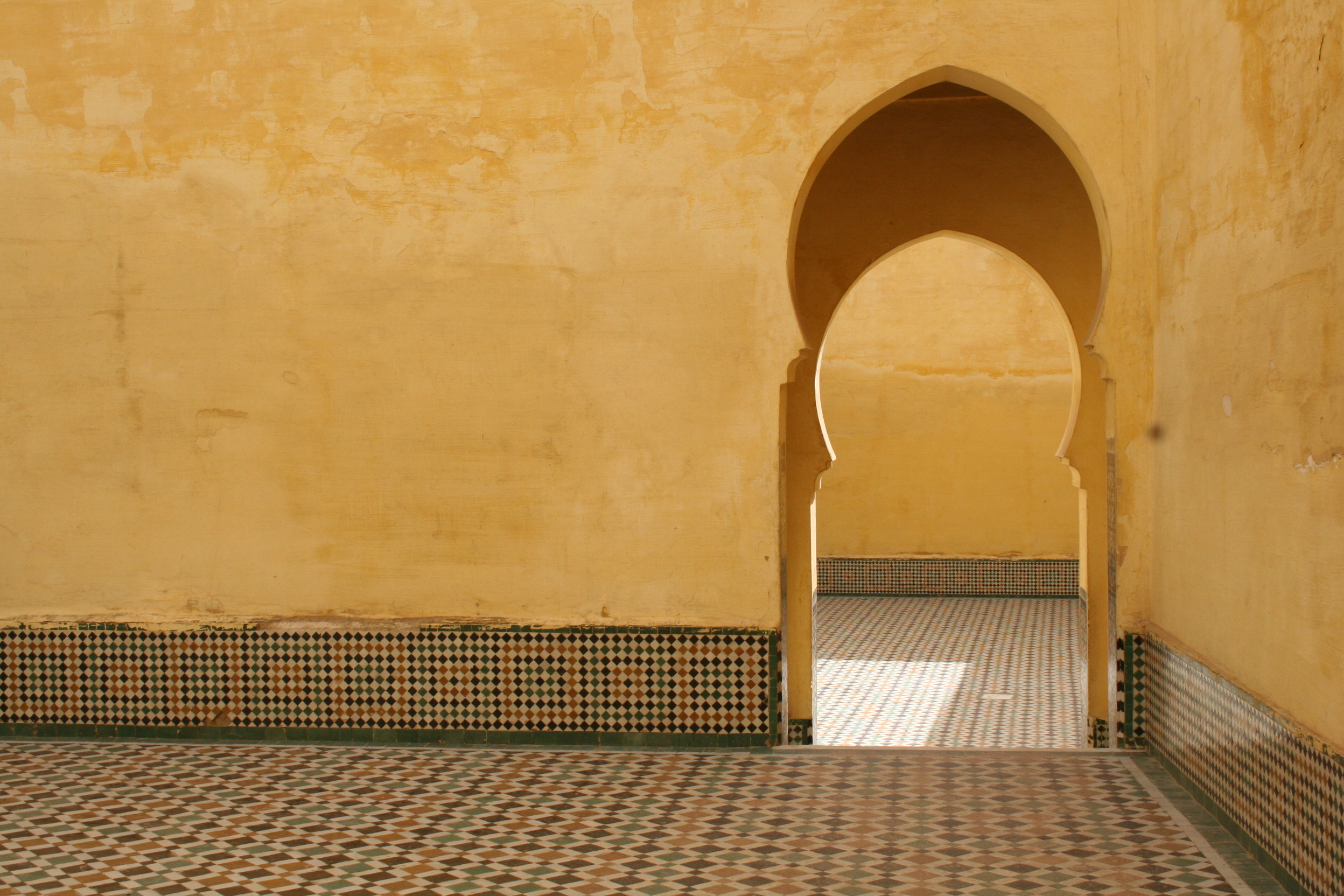
Mausolée du sultan Moulay Ismail

### XVIe–XVIIIesiècles
À la mort du sultan alaouite Rachid ben Chérif, son frère et gouverneur de Meknès, Ismaïl ben Chérif, lui succéda en tant que deuxième sultan de la Dynastie alaouite. Il fera de la ville sa capitale. Sous son règne de cinquante-cinq ans (1672-1727), il érigea des kilomètres de murailles autour de la ville, avec des portes impressionnantes, des mosquées, le bassin d'eau du Sahrij Souani également nommé Bassin de l'Agdal, des galeries marchandes, des écuries pouvant abriter 600 chevaux et des palais. La ville s'étendit alors en dehors de sa médina. 30.000 esclaves et 3000 prisonniers chrétiens capturés en mer durant son règne contribuèrent à cet effort de construction.

### AuXIXesiècle
Le comte de Mornay (1803-1878) y est envoyé en mission diplomatique par Louis-Philippe auprès du sultan du Maroc Moulay Abd er-Rahman (1778-1859). Il est accompagné par le peintre Eugène Delacroix.

### Le protectorat français et l'indépendance
Pendant la présence française au Maroc (1912-1956), Meknès porte d'autres surnoms tels que « le Versailles du Maroc », ou « le petit Paris », soulignant la beauté de la cité, ce qui lui valut son titre de plus belle ville impériale du royaume ; elle fut un moment le siège de la résidence du Maréchal Lyautey qui y avait son quartier général.
En 1937, l'eau de l'oued Boufekrane, qui arrose la ville, est détournée au profit de 4 colons français, provoquant le mécontentement populaire : une manifestation est réprimée par les troupes françaises le 1er septembre, faisant 10 morts.
Le quartier le plus populaire est celui de l'ancienne médina dite « Mdina al-qdima », soit ville ancienne en darija, dialecte arabe marocain; c'est là qu'habitait Moulay Ismaïl.

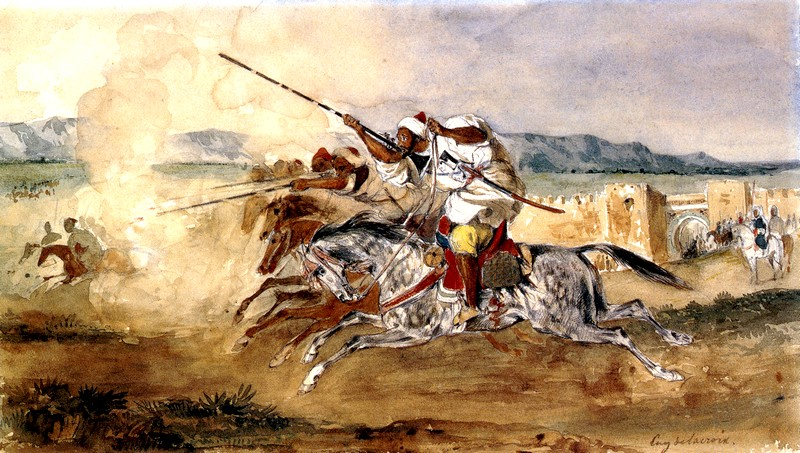
Fantasia ou Jeu de la poudre, devant la porte d’entrée de la ville de Méquinez, par Eugène Delacroix, 1832.
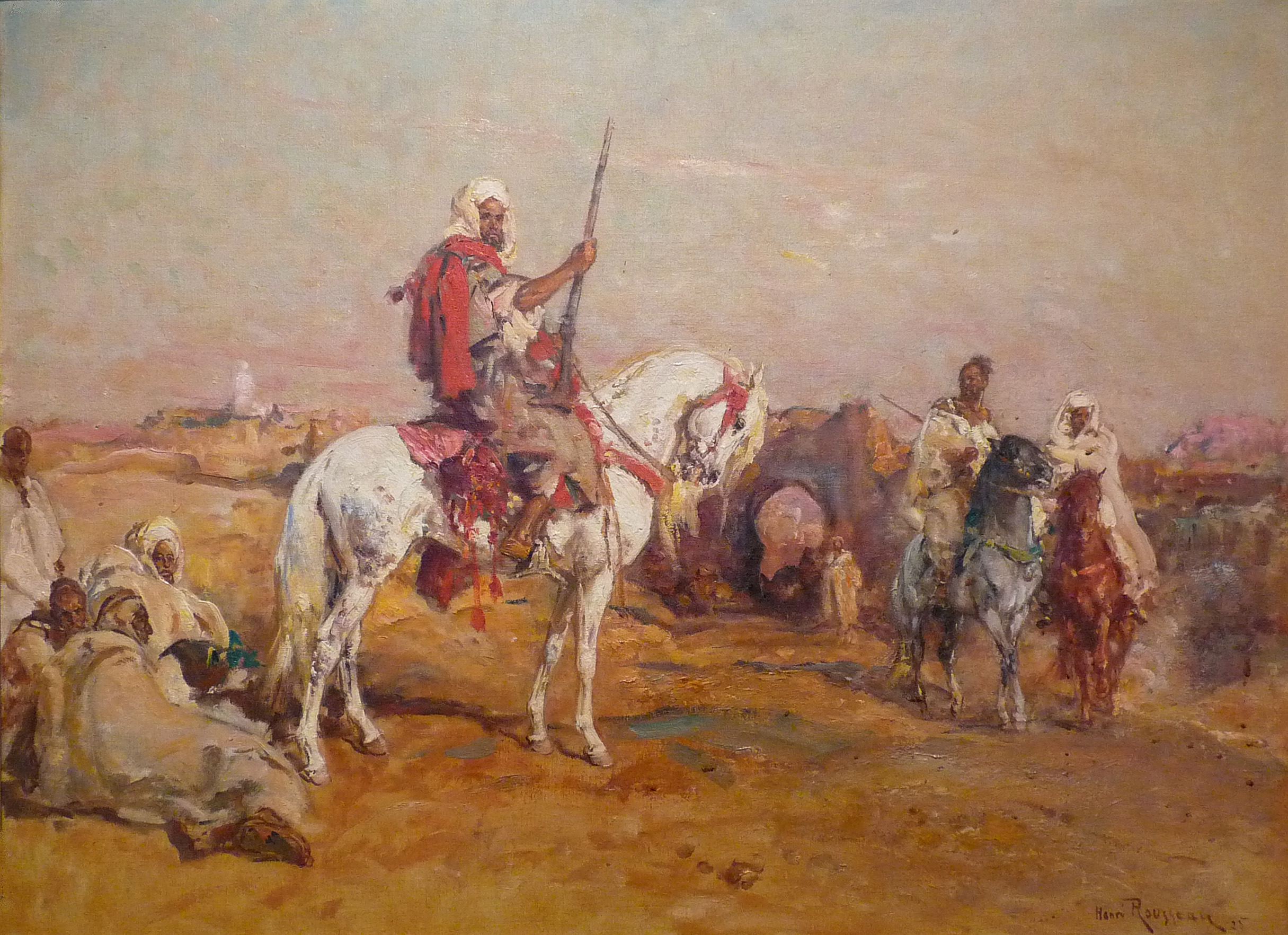
Le soir aux portes de Meknès, par Henri Émilien Rousseau, 1925.
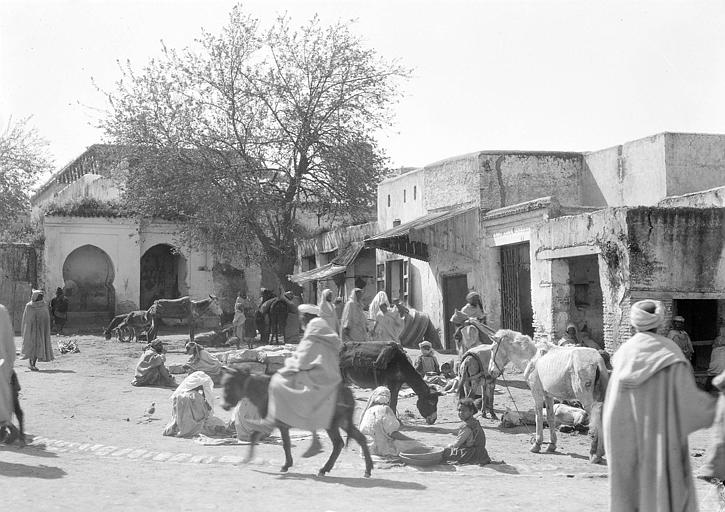
Marché aux grains à Meknès, Georges-Louis Arlaud, v. 1925.
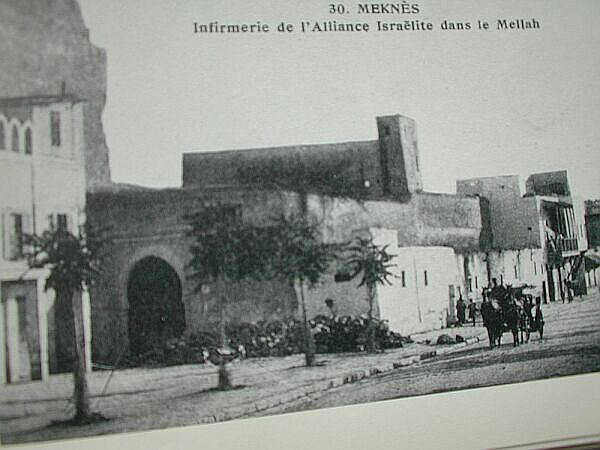
Infirmerie de l'Alliance israélite au Mellah de Meknès, v. 1910-1930.
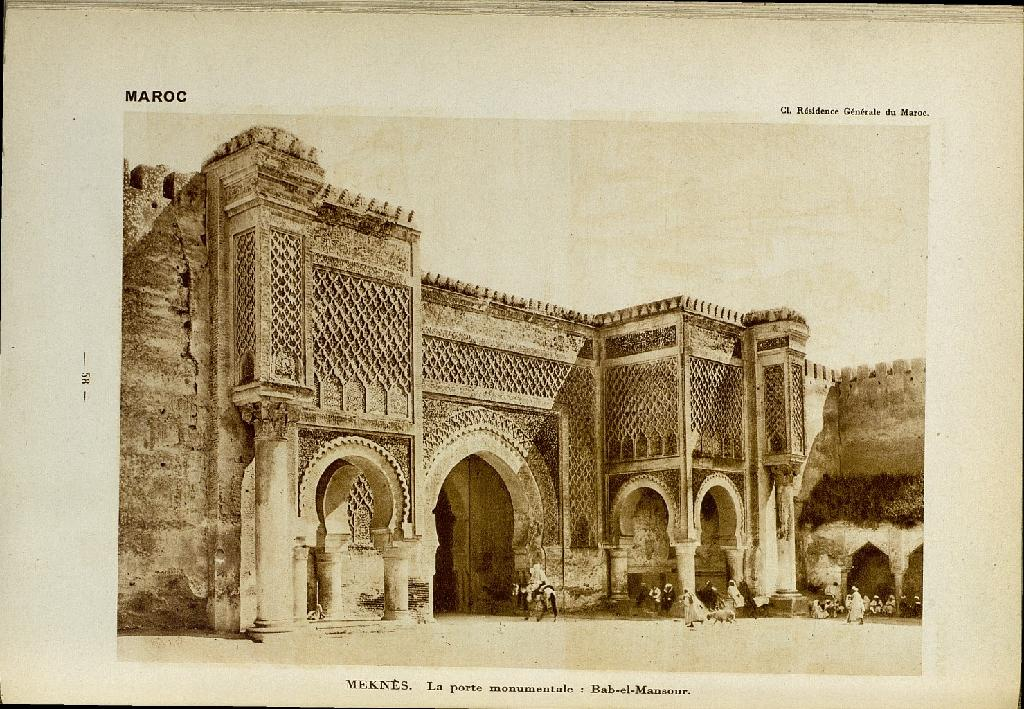
La porte monumentale Bab Mansour el Aleuj, 1931.

L’accord diplomatique de Rabat du 28 mai 1956, qui stipule que ni la France ni le Maroc ne mèneront de politique contraire aux intérêts de l'autre partie au traité, devient rapidement inapliquable en ce qui concerne la guerre d'Algérie, l'État comme la population marocaines se sentant solidaires de leurs voisins en guerre pour l'indépendance. L'arrestation de Ben Bella provoque de nombreuses manifestations au Maroc. Les plus graves ont lieu à Meknès. Le 23 octobre, 200 Marocains et Algériens manifestent, chantant des slogans pour la libération de Ben Bella et l'indépendance de l'Algérie. Un coup de feu part et tue un garde municipal. Son origine est mal élucidée : il peut s'agir d'un Français qui aurait tiré sur la manifestation de sa terrasse, ou d'une maladresse du garde qui se serait tué avec son arme en repoussant un manifestant d'un coup de crosse. Mais, dans l'atmosphère échauffée d'alors, la présence de 6000 Algériens dans la région et le fait que les terres agricoles appartiennent essentiellement à des étrangers, la manifestation tourne à l'émeute. Elle dure six jours, pendant laquelle plusieurs fermes ont incendiées, 53 Européens sont tués et 39 blessés. Parmi eux, figurent six policiers français du poste de Bar Baroud à l'entrée de la médina, tués par leurs collègues marocains. Bien que quatre condamnations à mort soient prononcées, et d'autres personnes condamnées à de la prison à perpétuité ou des travaux forcés, la répression est jugée trop légère par la France.
Voir l'article détaillé Massacres de Meknès

## Géographie

### Topographie
Meknès est située à environ 500 mètres d'altitude, sur le plateau de Saïss, entre le Moyen-Atlas au sud et les collines pré-rifaines au nord.
La ville est traversée par l'oued Boufekrane, qui sépare la médina de la ville nouvelle, dite « Hamria »).

### Climat
La ville de Meknès connaît un climat méditerranéen dégradé, subissant les influences continentales pendant les saisons d’été et d’hiver. Cependant, la diversité géographique de la région fait que chacune de ses zones naturelles présente des nuances climatiques particulières.
Le régime thermique de Meknès est marqué par l’éloignement des côtes maritimes atlantique et méditerranéenne, d’où une importante amplitude thermique atteignant 25,4 °C. La température du mois le plus chaud varie entre 30 °C et 45 °C, et celle du mois le plus froid varie entre 0 °C et 7 °C mais il arrive que le gel soit fort, comme le 27 janvier 2005 où il a fait −10 °C.
Généralement, les températures varient de la manière suivante :
- de janvier en avril : la hausse mensuelle de la température est progressive et régulière. Elle est de l’ordre de 1 à 2 °C/mois ;
- d’avril en août : une hausse mensuelle est de l’ordre de 3 à 5 °C. La température maximale mensuelle est atteinte au mois août, soit 45,6 °C ;
- d’août à décembre : une baisse de l’ordre de 2 à 5 °C par mois. La répartition des pluies au cours de l’année se caractérise par de fortes pluies en automne, une très légère baisse en hiver avec un maximum relatif au début du printemps.

L’été est généralement sec, la période de pluie la plus importante s’étale d’octobre à mai, avec un nombre de jours avec pluie mensuel de 7 à 10 jours. Le nombre annuel moyen de jours avec pluie est estimé à 70 jours et le cumul pluviométrique annuel de Meknès avoisine les 576 mm.
| Mois                                | jan. | fév. | mars | avril | mai  | juin | jui. | août | sep. | oct. | nov. | déc. | année |
| ----------------------------------- | ---- | ---- | ---- | ----- | ---- | ---- | ---- | ---- | ---- | ---- | ---- | ---- | ----- |
| Température minimale moyenne (°C)   | 4    | 5,1  | 6,5  | 8,9   | 11,7 | 15,6 | 18,4 | 18,6 | 16,2 | 11,9 | 7,5  | 4,7  | 10,8  |
| Température moyenne (°C)            | 9,3  | 10,7 | 12,6 | 15,4  | 18,8 | 23,4 | 27,1 | 27,2 | 23,6 | 18,6 | 13,2 | 10,1 | 17,5  |
| Température maximale moyenne (°C)   | 14,6 | 16,3 | 18,6 | 21,9  | 25,7 | 31,2 | 35,8 | 35,8 | 31   | 25,3 | 18,9 | 15,5 | 24,2  |
| Précipitations (mm)                 | 84,4 | 82,4 | 74,4 | 48,3  | 32,6 | 10,5 | 2,1  | 1,9  | 15,1 | 43,4 | 90,6 | 81,2 | 566,9 |
| Nombre de jours avec précipitations | 9,5  | 8,1  | 7,9  | 6,1   | 4,3  | 1,9  | 1    | 1,4  | 3,4  | 5,6  | 10,2 | 8,6  | 68    |

## Démographie
Meknès est l'une des quatre villes impériales du Maroc. La ville historique de Meknès regroupant la médina et la ville impériale, est classée depuis 1996 Patrimoine mondial de l'UNESCO et connait depuis lors diverses opérations de restauration des sites (murailles, portes, ruelles, places publiques…). Elle est maintenant digne des plus grandes villes méditerranéennes et arabes, du fait de sa diversité culturelle. La fameuse place Lahdim a connu, en 2007, deux opérations de restauration et rénovation.
Lors du recensement de 2014, la population de l'agglomération urbaine de Meknès, comprenant les municipalités de Meknès, Al Machouar, Ouislane et Toulal, était de 632 079 habitants. En 2004, elle était de 528 740 habitants.En 2021, elle est estimée à 720000. La population est répartie sur les 4 municipalités formant l'aire urbaine de Meknès comme suit :
| Municipalité/Cercle         | 1982              | 1994              | 2004              | 2014              | 2024              |
| --------------------------- | ----------------- | ----------------- | ----------------- | ----------------- | ----------------- |
| Meknès (muni.)              | 327 933 habitants | 430 546 habitants | 461 677 habitants | 520 428 habitants | 551 503 habitants |
| Al Machouar -Stinia (muni.) |                   |                   | 5 387 habitants   | 4 664 habitants   | 5 009 habitants   |
| Ouislane (muni.)            |                   | 28 694 habitants  | 47 824 habitants  | 87 910 habitants  | 112 180 habitants |
| Toulal (muni.)              | 8 314 habitants   | 12 668 habitants  | 13 852 habitants  | 19 077 habitants  | 26 970 habitants  |
| Ville de Meknès             | 336 247 habitants | 471 908 habitants | 528 740 habitants | 632 079 habitants | 695 662 habitants |

Cette population qui travaille pour la plupart à Meknès fait la navette quotidienne avec le centre-ville, qui abrite la quasi-totalité des administrations de la région Meknès-Tafilalet, grâce à la nouvelle société de transport urbain de bus. Ils sont également desservis par des taxis. La zone rurale est liée à la ville par le réseau de transport de bus dans un périmètre d'environ quarante kilomètres autour de Meknès. C'est une ville où la population est majoritairement jeune ce qui fait que la création artistique – notamment la musique – y a une place importante. La langue la plus courante est le Darija marocain. Les secteurs du tourisme, de l'artisanat et du commerce sont le noyau de l'économie locale et connaissent depuis quelques années un véritable essor ; la rénovation des différents sites touristiques de la médina de Meknès y est pour beaucoup.

## Monuments et centres d'intérêt
Meknès est l'une des villes les plus riches de monuments historiques mais fut l'une des plus économiquement pauvres villes au Maroc

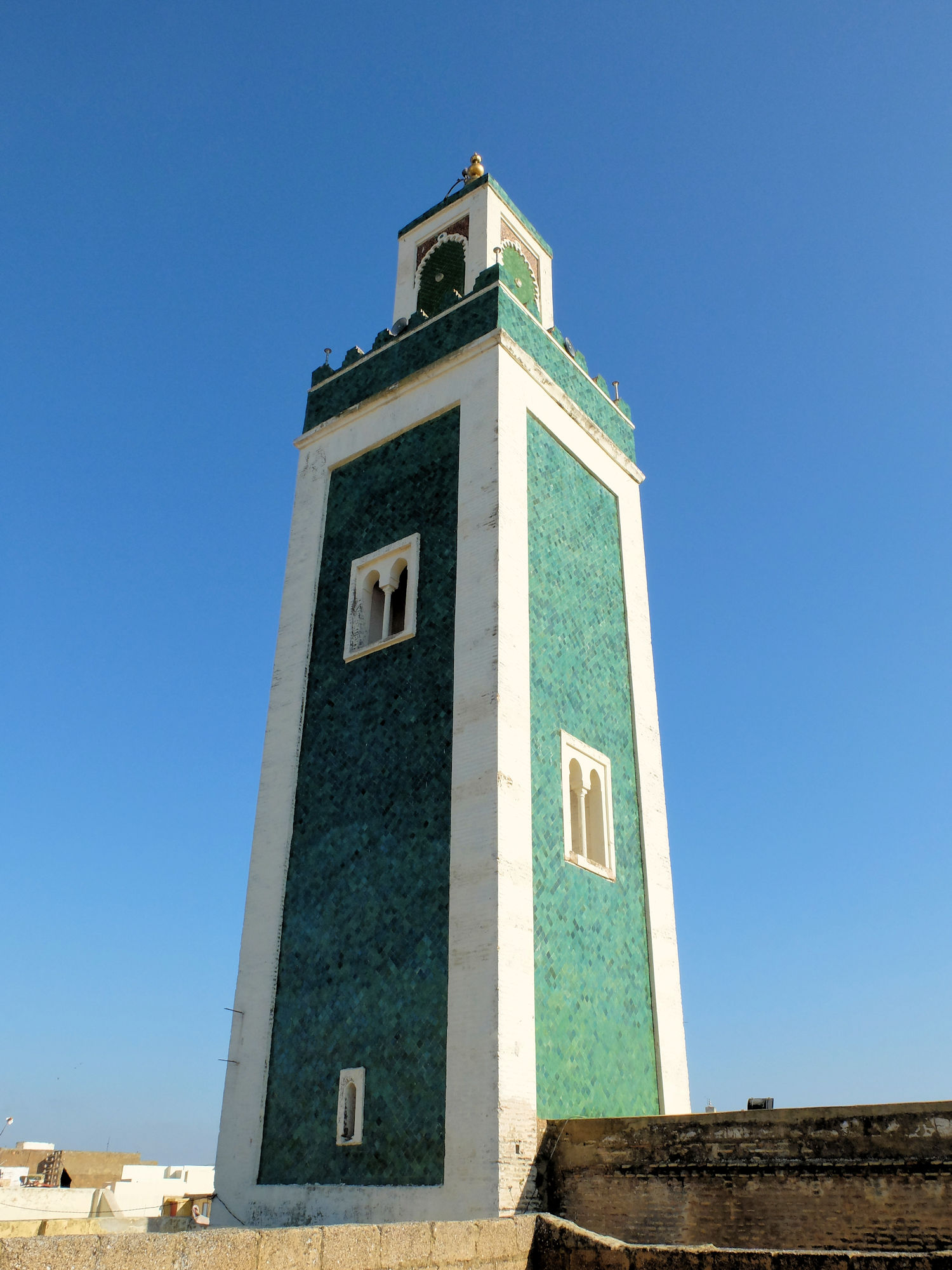
Grande mosquée de Meknès.

Le patrimoine historique de Meknès a été reconnu comme tel depuis le début du XXe siècle et fait partie des monuments, sites et zones classés "patrimoine national" au Maroc. Au XVIIe siècle, le sultan alaouite Moulay Ismaïl décide de faire de Meknès l’une des plus belles et des plus puissantes cités impériales du Maroc. Aujourd’hui encore, protégée par une quarantaine de kilomètres de murailles, elle a conservé d’imposants monuments, dont de nombreuses mosquées qui lui valent le surnom de « ville aux cent minarets »[réf. nécessaire]. Parmi elles, la Grande Mosquée, probablement fondée au XIIe siècle, est remarquable par ses portes aux beaux auvents sculptés. Sa médina et les vestiges du palais royal ont valu à Meknès d’être classée au Patrimoine mondial de l’Unesco.

### Monuments historiques
- Mausolée Moulay Ismaïl : édifié par Ahmed Eddahbi, ouvert aux non musulmans. Abrite le tombeau de Moulay Ismaïl.
- Mosquée Néjjarine : mosquée du Xe siècle, située au centre de la médina.
- La grande mosquée : fondée au XIe siècle par les Almoravides ; elle compte onze portes et cent quarante-trois arcades.
- Mosquée Jamaï Roua : construite en 1790 par Sidi Mohamed ben Abdellah.
- Mausolée Cheikh El Kamel : édifié par Sidi Mohamed ben Abdellah, il abrite le tombeau d’El Hadi Benaïssa, fondateur de la confrérie Aïssaoua.

### Musées et medersas
- Musée Dar Jamaï : lieu qui témoigne de la haute bourgeoisie marocaine. À la fin du XIXe siècle. Il était aménagé en musée d’arts marocains et ethnographiques depuis 1926. Aujourd'hui c'est le Musée de la Musique.
- Medersa Bou Inania : institut de théologie fondé par le sultan Abou Hassan Marini (1331 – 1351). Elle comporte un patio et un étage contenant vingt-six chambres de tolbas (étudiants).
- Medersa Filalia : bâtiment à caractère éducatif et religieux, édifié en 1789 par Moulay Ismaïl.
- Musée de la poterie rifaine.

### Sites touristiques
- Koubat Al Khayatine (salle des ambassadeurs) : pavillon au sein duquel le sultan Moulay Ismaïl recevait les ambassadeurs et les émissaires étrangers.
- Bab El khemis : grande porte richement décorée du XVIIe siècle.
- Bab Berdaïne : porte majestueuse édifiée par Moulay Ismaïl au XVIIe siècle.
- Dar El Beida : palais alaouite du XIIXe siècle construit par le sultan Sidi Mohamed ben Abdellah. Aujourd'hui, il abrite l'Académie royale militaire de Meknès.
- Fandouk El Hanna : complexe culturel. Propriété des Habous.
- Ksar Mansour : palais et grenier. Domaine public.
- Le haras : créé en 1914 en tant qu’établissement de remonte militaire. En 1947, il devient un centre d’élevage chevalin.
- Hri Souani, réservoirs, grenier et écuries : gigantesque ensemble architectural édifié par Moulay Ismaïl. Il était réservé au stockage des vivres, de l'eau et aux chevaux.
- Sahrij Souani ou bassin de l'Agdal : grand bassin d’accumulation d’eau de 319 m de long et 149 m de large, sa profondeur dépasse les deux mètres. Il est édifié par Moulay Ismaïl pour irriguer les jardins de Meknès et il constitue une réserve d’eau pour la médina.
- Habss Qara : la prison (silo souterrain) porte le nom de Qara, architecte et prisonnier portugais.

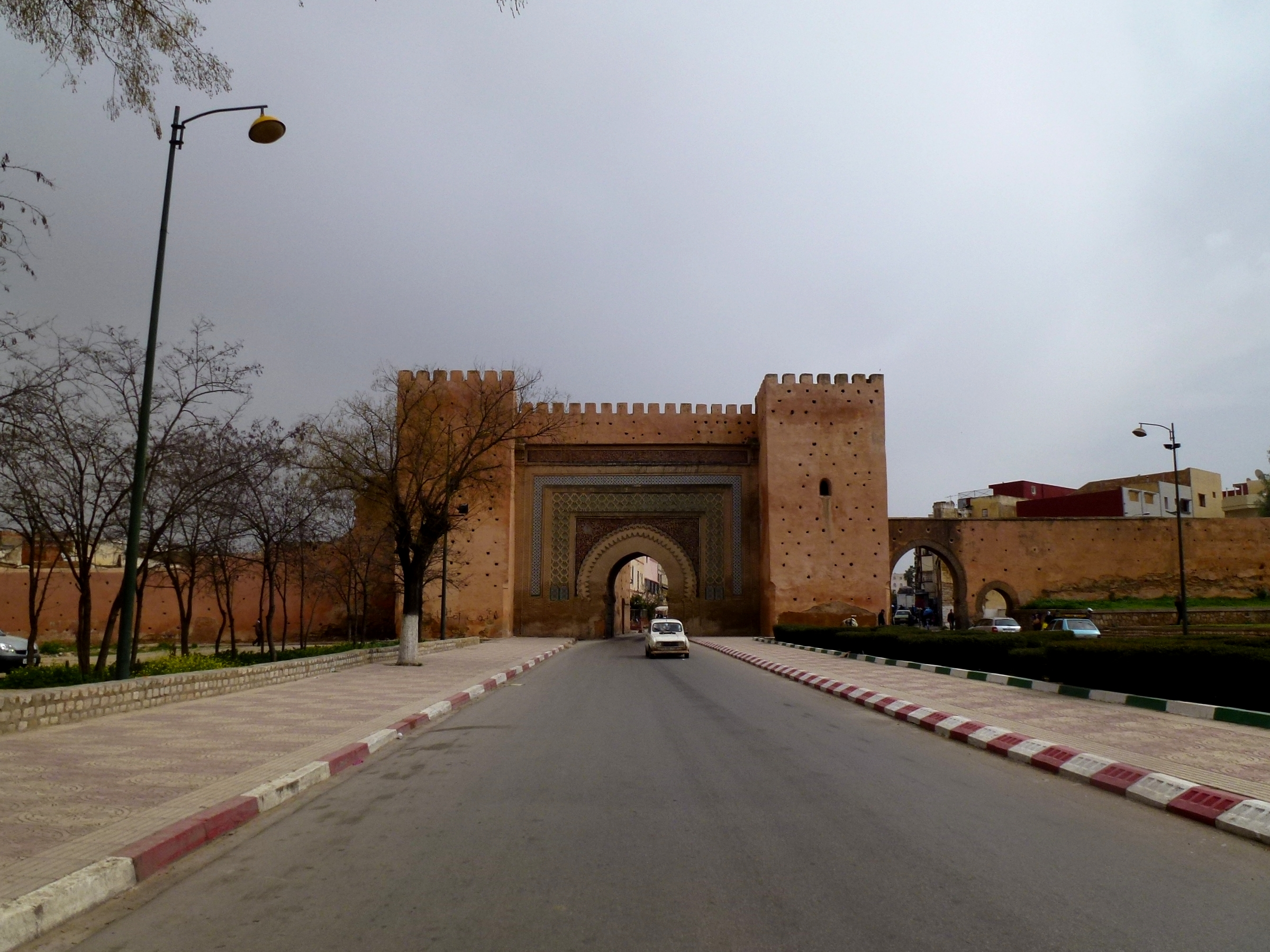
Porte Bab el-Khemis.

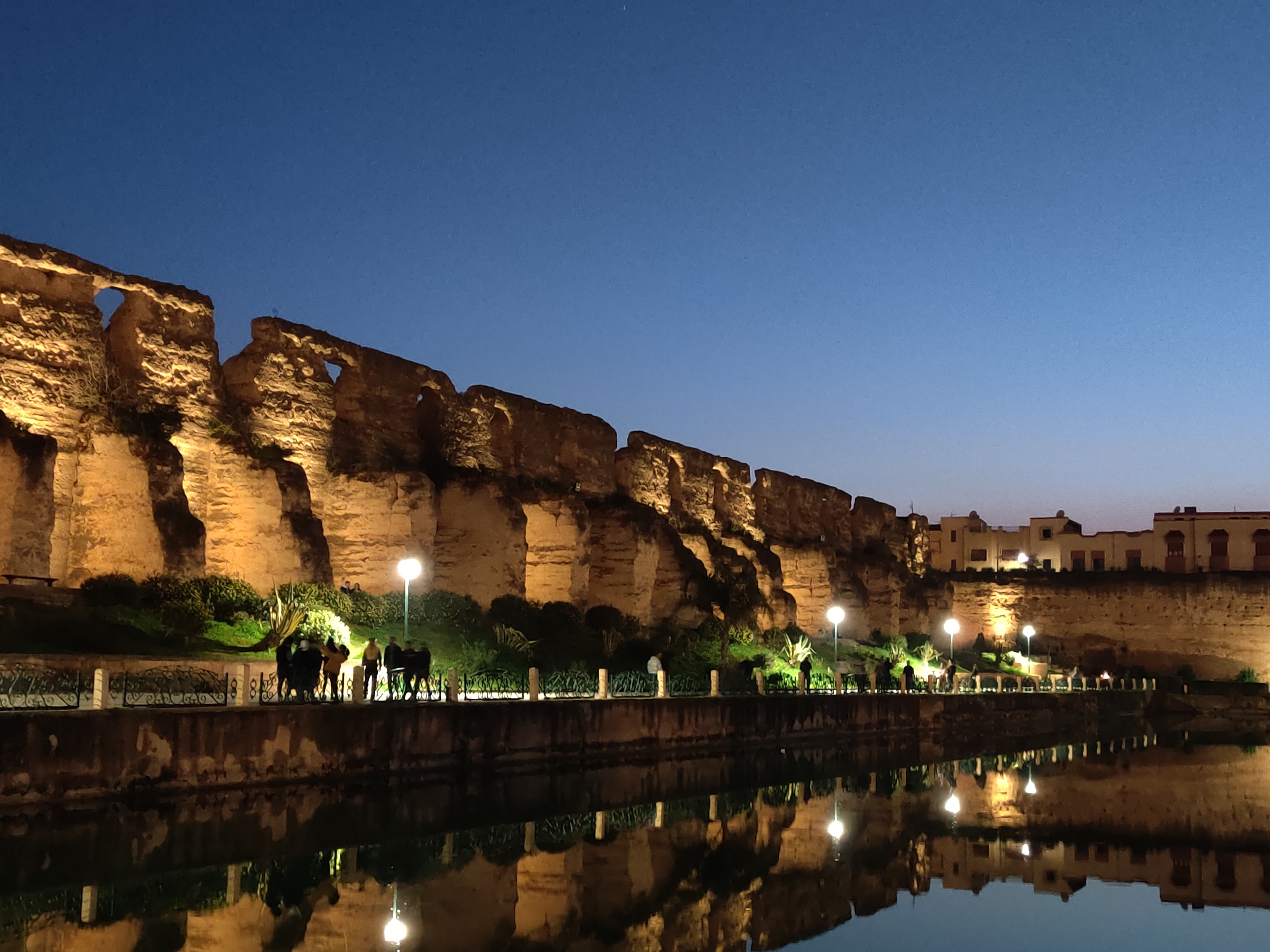
Agdal.

### Monuments historiques
- Le palais Dar El Makhzen : situé dans la commune urbaine d'El Mechouar Stinia[37]. Il est longé par un couloir de 2 km formé de deux impressionnantes murailles. C’était le palais officiel de Moulay Ismaïl.
- Bab Mansour : est l’une des plus belles œuvres de Moulay Ismaïl. Achevée en 1732. Les proportions de cette porte sont majestueuses. Par son arche, vous arrivez aux somptueuses constructions de la ville impériale. La porte Bab Mansour est la plus imposante du Maroc voire de l’Afrique du Nord[38].
- Jardin Lahboul : situé en médina dans la commune urbaine Al Ismaïlia. Il contient un zoo et un théâtre en plein air. Le jardin pourrait être exploité en matière d’animation et de loisir.
- Golf royal : situé dans l’enceinte des murailles de Moulay Ismaïl, il comprend neuf trous. Il fait partie de la commune urbaine El Mechouar Stinia. Il est aménagé en parcours de golf en 1971. Le sport peut y être pratiqué en nocturne.
- Site archéologique de Volubilis : la cité éclot à partir du IIIe siècle av. J.-C. en tant qu'établissement punique et se développe rapidement à partir du moment où elle entre dans le giron romain, pour atteindre une superficie de plus de quarante hectares.

## Évènements et festivals

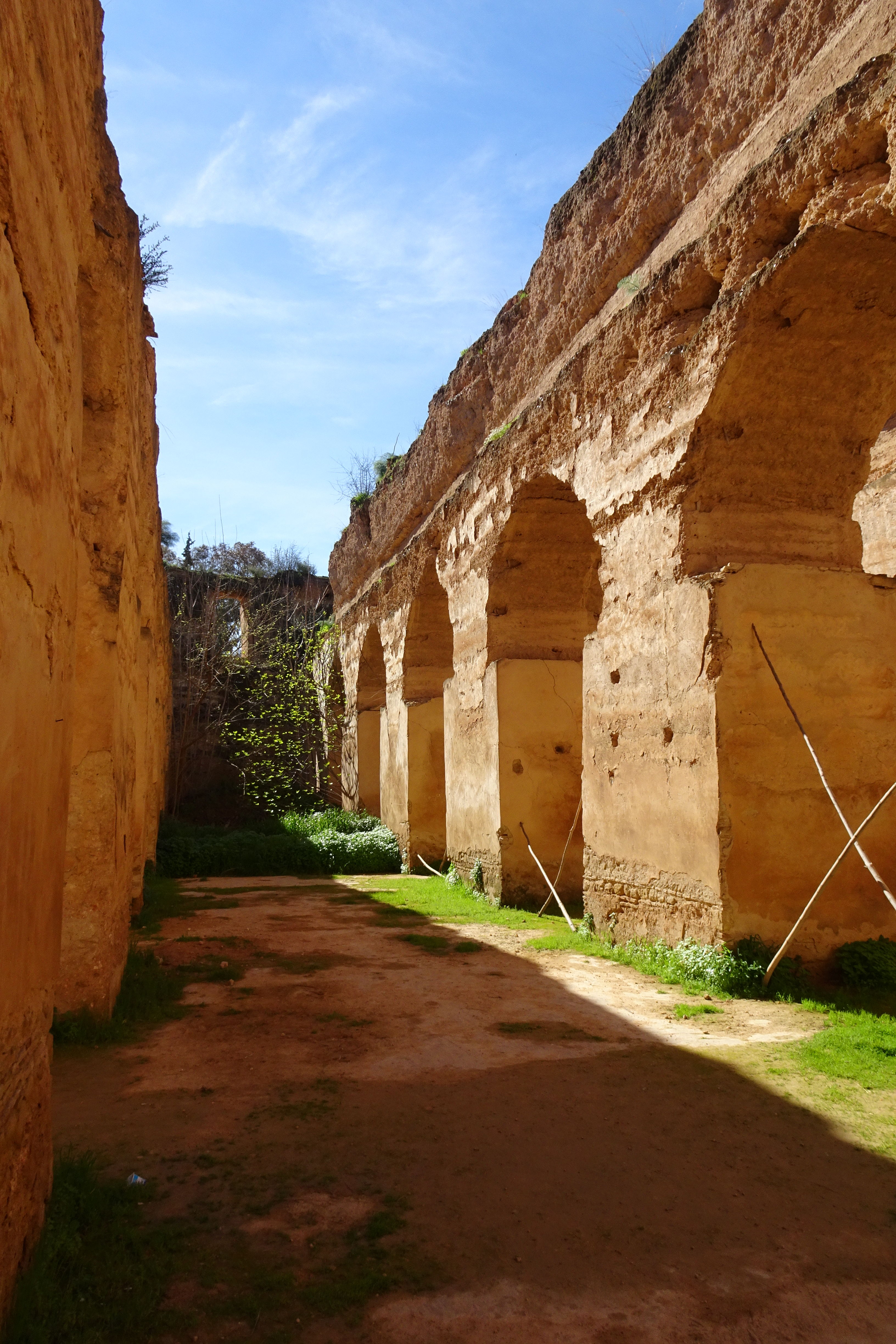
Écuries royales

- Février / Mars : étape meknassie du Morocco Tennis Tour du circuit ATP Challenger.
- Mars : journées méditerranéennes de l'olivier.
- Avril : festival international de cinéma d'animation de Meknès (FICAM).
- Avril / Mai : salon international de l'agriculture au Maroc (SIAM).
- Juin : festival national de théâtre de Meknès.
- Juillet : festival de Volubilis - Meknès.
- Septembre : festival de la Fantasia.
- du 12 au 18 septembre 2011 : festival international « FreestyleMaroc Urban Dance N°8 ».
- du 14 au 16 octobre 2011 : festival national des Aïssawa.

### Cinéma

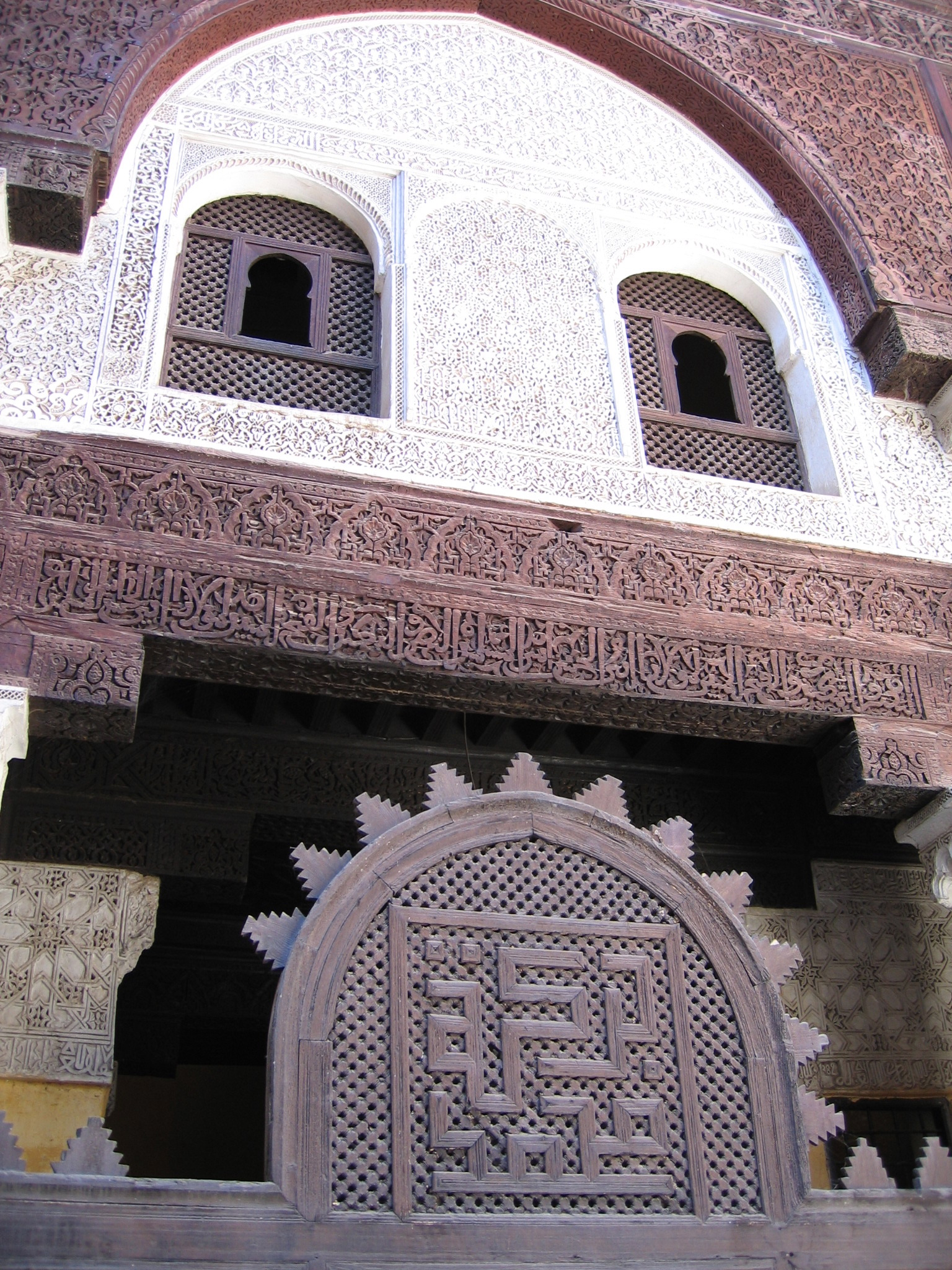
Medersa Bou Inania de Meknès

- Cinéma Caméra, à Hamria, classé à l'inventaire des monuments historiques (doté de fresques datant des années 1930 et 1950).
- Cinéma ABC, à Hamria.(fermé)
- Cinéma Dawliz 3D, à Bd Moulay Ismail.
- Cinéma Rif, au nouveau Mellah (fermé).
- Cinéma Apolo, à Rouamzine (fermé).
- Cinéma Mondial, à Rouamzine (fermé).
- Cinéma Atlas, à Rouamzine (fermé).
- Cinéma Malaki à Borj Moulay Omar (fermé).
- Cinéma Empire à Hamria (Détruit).
- Cinéma le Régent à Hamria (Détruit).

Tous les ans a lieu le festival international de cinéma d'animation de Meknès, considéré comme étant l'unique du genre en Afrique et dans le monde arabe. La programmation variée (mangas, dessins animés arabes ou africains), les grands noms (Michel Ocelot…) et les tarifs réduits ont permis à nombre de meknassis de découvrir le cinéma d'animation. Ce dernier se déroule à l'institut français de la ville, connu pour son dynamisme. Il attire dans la ville de nombreux groupes, notamment Dionysos, Gnawa Diffusion, Kaolin, Dar Dmana, etc.
Le film Angélique et le Sultan (1968) est une fiction dont les événements se déroulent à Meknès sous le règne de Louis XIV.

## Économie
Meknès est surtout une ville touristique. L'infrastructure hôtelière a connu ces dernières années une croissance rapide, ainsi que celle des maisons d'hôtes traditionnelles appelées « riads ».
La ville est très connue pour son artisanat très riche, dont le savoir-faire est jalousement gardé et transmis de génération en génération. Meknès est également riche d'une agriculture développée. En avril 2019, dans sa strategie de développement du tourisme, le Conseil préfectoral du tourisme (CPT) de Meknès lance “VisitMeknes”, une application mobile destinée aux touristes.
Aujourd'hui, Meknès est devenue un nouveau hub des équipementiers automobiles. À partir de 2016, la ville a connu l'ouverture de plusieurs usines comme Yazaki, Delphi, Yura et Lear Corporation … qui sont répartis sur des zones industrielles différentes dans la ville. Sans oublier de mentionner que Meknès comporte 3 zones industrielles: Mejjat, Sidi Slimane Moul Lkifane et la zone de l'Agropolis qui est bien équipée et qui est la plus grande zone industrielle de la région, elle comporte également 6 quartiers industriels : AIN SLOUGUI (18 ha), Route MY DRISS (40 ha),LAFARGE CIMENTS (300 ha), SIDI SAID (13 ha) Route d’EL HAJEB (120 ha), Route d’AGOURAI (13 ha); et 2 zones d'activité commerciale (Oujah Arouss et Borj My Omar). Englobant au total 231 établissements industriels en 2018. Une nouvelle zone industrielle est prévue au quartier Ouislane sur 65 Ha. Elle se positionne ainsi comme la ville avec le plus de foncier industriel au niveau de la région Fès-Meknès; L'Agropolis va sûrement aider à réussir le projet de Meknès, qui est en passe de devenir un grand pôle économique, à proximité de l’axe autoroutier Oujda-Casablanca.
La ville fait ainsi office de pôle agricole national et dispose d'une zone industrielle de 140 hectares dédiée au secteur de l'agroalimentaire, en plus d'abriter plusieurs grands groupes du secteur au Maroc comme LCM-Aïcha et Les Huileries de Meknès. La ville accueille également le Salon international de l'agriculture au Maroc (SIAM), rendez-vous annuel qui attire plus d'un million de visiteurs, en plus de servir de siège à des institutions agricoles régionales (Direction Régionale de l'Agriculture et Chambre d'Agriculture de la région Fès-Meknès, Centre Régional de la Recherche Agronomique) et nationales (École nationale d'agriculture de Meknès). La viti-viniculture du bassin de Meknès est la plus importante du Maroc.

## Urbanisme

### Liste des quartiers
| - 20 Aout - 2000 Sakan - Agdal - Al Manar - Ancienne Médina - Bassatine (Ain Slougi) - Bab El Khmiss - Bel Air - Belle Vue (1, 2 et 3) - Berrima - Bni-Mhmmed - Borj Meshqoq - Borj Moulay Omar (les anciens combattants) - Camilia | - Diour Jedad - Diour Salam - Dkhissa - El Hedim (Place) - El Malah Lakdim - El Mansour (1, 2, 3 et 4) - Ennasre - El Othmania - Hamria (ville nouvelle) - Hay Anassi - Hay Salam - Hacienda - Hay El Fakharin - Hay Moulay Smail - Hay Ryad | - Ibn Sina - Kasbat Hadress - Marjane - Mellah Jdid - Mejjat (municipalité) - Neejarine - Ouislane (municipalité) - Place d'Armes - Plaisance - Roua - Rouamzine - Sbata - Sidi Amar | - Sidi Baba - Sidi Bouzekri - Sidi Said - Touargua - Toulal (municipalité) - Volubilis - Wifaq - Wjeh Arouss - Zerhounia - Zehoua - Zitoune |

### Infrastructures routières
La ville est traversée par 2 routes nationales : la N6 (Rabat-Oujda) et la N13 , plusieurs routes régionales et préfectorales. Elle est aussi connectée au réseau autoroutier, notamment à l'A2, par deux échangeurs : Meknès-est et Meknès-Ouest et sera reliée prochainement à Béni mellal et Marrakech par une nouvelle autoroute officiellement programmée. Une liaison autoroutière avec Tanger-Tétouan est également prévue.
La Ville de Meknès comporte plusieurs boulevards et avenues dont les plus importants sont :
- Boulevard des forces armées royales
- Boulevard Hassan II
- Boulevard Mohamed V
- Boulevard Mohamed VI
- Avenue Allal Ben Abdellah
- Boulevard Nehrou
- Boulevard Moulay youssef
- Avenue Yacoub El Mansour (Gouraud)
- Avenue Hassan 1er
- Avenue Bir Anzarane
- Avenue des Nations unies
- La grande ceinture
- Avenue Farid EL Ansari ( ex. Zitoune)
- Avenue Abdelkarim El Khattabi
- Boulevard Mohamed Benzidane
- Avenue Essaadiyine
- Avenue Annassr
- Avenue De la gare
- Avenue Allal El fassi
- Avenue Khalid Ibn Alwalid

### Infrastructures hôtelières
Jusqu'au 31-12-2019, on compte 97 établissements touristiques répartis sur l'agglomération, réalisant une offre touristique de 4734 lits, dont : 1 hôtel 5*, 7 hôtels 4*, 10 hôtels 3*, 5 hôtels 2* , 4 hôtels 1*, 5 résidences hôtelières, 16 gîtes et 49 maisons d'hôtes.

## Sport

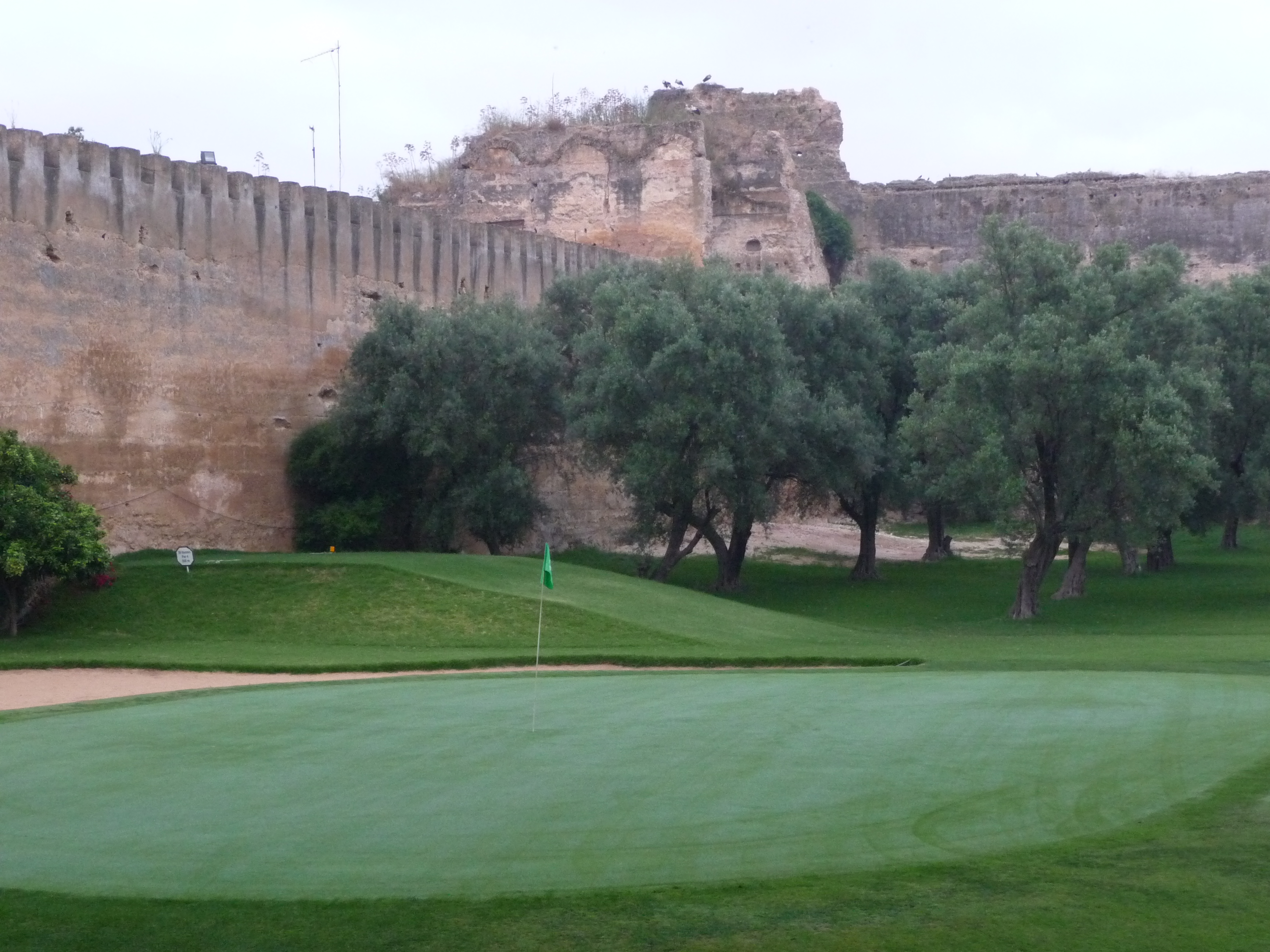
Golf Royal de Meknès

### Football
Le Club omnisports de Meknès (CODM) est le seul club qui représente la ville en Championnat marocain. Vainqueur de la Coupe du trône en 1966 et finaliste en 1981 et 2011, il remporte le Championnat du Maroc de football en 1995, et parvient au quart de finale de la Ligue des champions africaine en 1996 ainsi sa participation à la coupe de CAF en 2005 et 2012. Retourne à la Botola pro en 2024 aprés 11 ans en Botola Pro 2

### Handball
La section handball du CODM est l'une des nombreuses autres sections du CODM, le club omnisports de Meknès. C'est la section la plus titrée du club : trois fois champions du Maroc (1984, 2001, 2006) et trois fois vice-champion (2007, 2009, 2011) et neuf fois vainqueur de la Coupe du trône (1983, 1989, 1995, 1996, 1998, 2000, 2002, 2007, 2009) et finaliste en 2011.

### Basket-ball
- Hommes :

Le CODM (section basket) est monté en première division en 2013.
- Femmes :

Le CODM (section basket) est le club marocain de basket le plus titré ; il est quinze fois champion du Maroc (1978, 1979, 1980, 1981, 1982, 1983, 1985, 1986, 1987, 1988, 1989, 1990, 1995, 2013 et 2014) et remporte huit fois la Coupe du trône (1985, 1986, 1988, 1989, 1990, 1994, 2013 et 2014).

### Volley-ball
Le CODM (section volley) a été champion du Maroc 6 fois et champion de la Coupe du trône 5 fois ; le club remporte la super-coupe en 2011.

### Tennis de table
Le CODM réussit le doublé en 2013, en remportant le championnat et la coupe du trône. Historiquement, le CODM a remporté 10 fois le championnat, 10 fois la coupe du trône et 6 fois la super coupe. Le club a été classé 3e une fois dans la coupe d'Afrique des clubs.

### Natation
Le CODM est le club marocain de natation le plus titré.

### Infrastructures sportives
- Stades et complexes
  - Stade d'honneur de Meknès (huit mille places, football)
  - Stade du 20-Août (athlétisme)
  - Stade de tennis du Tennis Club de Meknès (dix courts, court central de 1 500 places)[43]
  - Complexe du Club CODM (mille places, natation)
  - Ludipark (karting)
  - Golf Royal de Meknès (comprend neuf trous)
  - Académie du Club Équestre
  - Piscine de la paix (piscine olympique 50 m, 25 m, plongeoir de 10 m)
  - Hippodrome de Meknès (mille places)[44]
- Salles couvertes
  - Salle Al Massira (basket-ball, handball, tennis de table)
  - Salle Sidi Baba (volley-ball)

## Éducation

### Écoles et établissements d'enseignement supérieur
| Facultés | Écoles et instituts publics | Écoles et instituts privés |
| --- | --- | --- |
| - Faculté des lettres et sciences humaines - Faculté des sciences - Faculté des sciences juridiques, économiques et sociales - Faculté de médecine dentaire (En cours De Création) | - École nationale de commerce et de gestion (ENCG, Université Moulay-Ismaïl) - École normale supérieure (ENS, Université Moulay-Ismaïl) - École nationale supérieure d'arts et métiers (ENSAM, Université Moulay-Ismaïl) - École supérieure de technologie de Meknès (ESTM, Université Moulay-Ismaïl) - Institut National Des Sciences Appliquées (INSA,Université Moulay-Ismaïl) (En cours De Création) - École nationale d'agriculture de Meknès (ENAM) - Institut Supérieur des Professions Infirmières et Techniques de Santé- Meknès (ISPITS) - Centre BTS (Lycée Moulay-Ismaïl) - Centre de formation des instituteurs (CFI) - Centre pédagogique régional (CPR) - Institut de formation des techniciens en architecture et urbanisme (IFTAU) - Institut des techniciens spécialisés en génie rural et topographie (ITSGRT) | - École des hautes études commerciales et d'informatique (HECI) Meknès - École des hautes études comptables et financières (HECF) Meknès - École supérieure des sciences de l'ingénierie commerciale (ESSIC) - École technique d'informatique de gestion et d'électronique (ETIGE) - École supérieure d'informatique management et audio-visuel (ESIMAV) - École supérieure d'informatique et de finances (ESIF) - École supérieure d'ingénierie d'informatique et de management privé (ESTEP) Meknès - École canadienne MULTIHEXA - Meknès (MHM) - École européenne des sciences technologiques et génie informatique appliqué (Groupe Cenec Espagne) - École française d'enseignement technique (EFET) Meknès - École suisse supérieure du commerce (Le CAP) - Institut de chimie des polymères appliquée (ICPA) - Institut de formation aux professions de santé (IPFOPS) - Institut spécialisé de technologie appliquée et de gestion (ISTAG) - Institut spécialisé de technologie appliquée (ISTA) - IT learning academy Meknès (ITLAM) |

| Classes préparatoires aux grandes écoles d'ingénieurs | Classes préparatoires aux grandes écoles de commerce et de gestion (ENCG, ISCAE) | Écoles militaires | Institut de recherche                                                                                       |
| ----------------------------------------------------- | -------------------------------------------------------------------------------- | --- | --- |
| - Lycée Omar Ibnou Al Khattab - Lycée de Référence    | - Lycée Moulay-Ismaïl - Cpge Herzing - Cpge Ibn ghazi                            | - Académie royale militaire de Meknès - Centre d'instruction des blindés des forces armées royales (CIB) - Centre d'instruction des troupes aéroportées (CI/TAP) | - Centre régional de la recherche agronomique de Meknès (Institut national de recherche agronomique - INRA) |

### Établissements d'enseignement secondaire
| - Lycée Flowers High School - Lycée Paul-Valéry - Lycée Ouad El Makhazin (Ouislane) - Lycée La Source Bleue - Lycée Mohamed 5 (Ouislane) - Lycée Moulay Ismail (BTS+CPGE) - Lycée Imam El Ghazali - Lycée Lalla Amina - Lycée Omar Ibn Al Khattab (CPGE - Classes préparatoires MP/PCSI) - Lycée Kasbat-Hadrach (Quartier Agdal) - Lycée Ibn El Haytam - Lycée de Référence (CPGE - Classes préparatoires) - Lycée Abd Rahmane Ben Zidane - Lycée Mohammed El-Meknassi (Quartier Sidi Amrou) - Lycée Manhala Al-Maarifa | - Lycée Zitoune - Lycée Massira-Khadrae (Abdel jalil) - Lycée Anassi (Bd Mohamed 6) - Lycée Badr - Lycée Emepe - Lycée Tarik Ibn-Ziad (Bassatine) - Lycée Al-Mammounia - Lycée Larraichi - Lycée Le Tremplin des Rossignols (Mansour) - Lycée El Manfalouti (Hay Salam) - Lycée Label Excellence - Lycée Émile - Lycée Talai Al-Ghad - Lycée Belle-Vue - Lycée La Préference - Lycée Draoui (Route d'Agourai) - Lycée Gustave Eiffel - Lycée Toulal |

## Transports

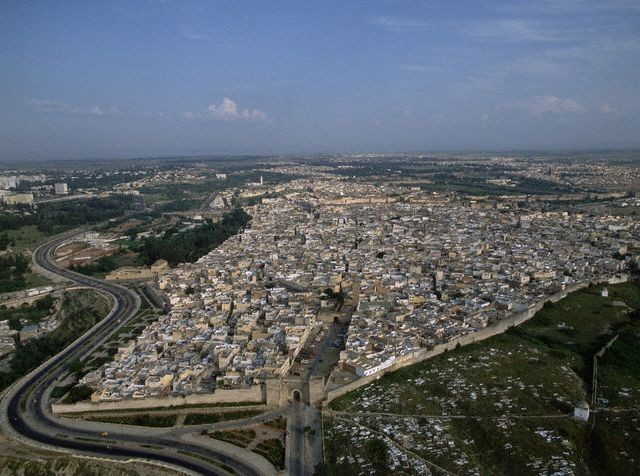
Vue aérienne sur une partie de la médina de Meknès

### Dans la ville
- La ville possède deux types de taxi : les petits, de couleur bleu ciel, pour les trajets à l'intérieur de la ville, et les grands, de couleur grise, pour les trajets inter-cités ; les petits coûtent moins cher que les grands, mais les grands peuvent véhiculer plus de passagers en même temps.
- La société de transport urbain de Meknès (Citybus) possède un parc récent, et dessert toute la ville et sa périphérie.
- Un tramway est actuellement en projet pour desservir la ville.

### Accès
- La ville possède deux gares de chemin de fer : la gare de Meknès-Ville et la gare de Meknès-Amir Abdelkader. Celle de Meknès-ville est la plus grande ; elle est située dans le quartier de la ville nouvelle, Hamria, qui sera à terme reliée au TGV.
- L'aéroport civil le plus proche est l'Aéroport international de Fès - Saïss (ICAO : GMFF).
- Pour les personnes qui aimeraient visiter les environs, il existe une station de cars–bus près du Maleh ; il y a également une gare routière CTM (Compagnie de transports au Maroc) à proximité de la gare ferroviaire de Meknès-Ville, dans la ville nouvelle, Hamria.

## Arts
- Le peintre français Eugène Delacroix, lors de son Voyage en Afrique du Nord, séjourna à Meknès et y trouva l'inspiration pour peindre ses œuvres[47] :
  - Une Fantasia ou jeu de poudre devant la porte d’entrée de la ville de Méquinez (1832, musée du Louvre)
  - Le Sultan du Maroc Abd Al-Rhaman entouré de sa garde, sortant de son palais de Meknès (1845, Musée des Augustins de Toulouse)
  - Arabes jouant aux échecs (vers 1847-1848, National Gallery of Scotland d'Édimbourg)
  - Les Musiciens juifs de Mogador (musée du Louvre)
  - Ainsi que plusieurs dessins de son Album du Maroc (musée du Louvre)

## Personnalités liées à la ville
- Idris I, chérif alide de la lignée d'Al-Hassan ibn Ali, fondateur de la ville de Moulay Idriss (région de Meknès) ainsi que du royaume idrisside, premier grand État marocain musulman, et indépendant du califat abbasside de Bagdad.
- Ismaïl ben Chérif - Moulay Smail (1645-1727), est le roi et sultan du Maroc qui a fait de Meknès sa capitale administrative ;
- Ahmed ben Ismaïl (1677-1729), est un sultan du Maroc de la dynastie alaouite né à Meknès ;
- Abdallah ben Ismaïl - Moulay Abdellah (1694-1757), est un sultan du Maroc de la dynastie alaouite né à Meknès ;
- Sidi Kaddour El Alami (1742-1850), auteur dans le genre du Melhoun et a fondé la zaouia soufie Alamiyyin à Meknès ;
- Abderrahman El Mejdoub (1504-1569), poète populaire soufi issu d'une famille amazigh des sanhadja, né tit (zemmour) enterré à Meknès ;
- Youssef ben Hassan - Moulay Youssef ben Hassan (1881-1927) un sultan de la dynastie alaouite né à Meknès. Il régna de 1912 jusqu'à sa mort et fut le deuxième sultan ayant exercé sa fonction pendant la période française ;
- David Hassine (1722-1792), rabbin et poète, il est considéré comme le plus grand des poètes juifs du Maroc ;
- Mohamed ben Issa (1465-1526), Wali marocain et fondateur de la Triqa Issawiya. Il est considéré comme le saint patron de la ville de Meknès ;
- Ernest-Henri David (1884-1981), entrepreneur de travaux publics français, président de la Chambre mixte d'agriculture, de commerce et d'industrie de la région de Meknès de 1922 à 1932 ;
- Mattéo Brondy (1866-1944), artiste peintre qui vécut 16 ans à Meknès ;
- Henri Poeymirau (1869-1924), général de division, commandant la subdivision de Meknès de 1916 à 1924 ;
- Paul Caillat (1874-1947), homme politique français, ancien maire de Gap (Hautes-Alpes) et député des Hautes-Alpes, décédé à Meknès ;
- Aline Réveillaud de Lens (1881-1925), écrivaine et peintre française, qui a vécu et a créé ses œuvres à Meknès ;
- Réphaèl Baroukh Toledano (1890-1970), grand rabbin et chef du tribunal rabbinique de Meknès, né à Meknès il y vécut jusqu’en 1964 avant d'immigrer en Israël ;
- Haj Houcine Toulali (1924-1998), un musicien marocain connu comme un représentant de l'art du Melhoun né à Meknès ;
- Chalom Messas (1909-2003) Grand rabbin de Jérusalem né Meknès ;
- Michel Jobert (1921 - 2002), homme politique français, né à Meknès ;
- Jean Charles L’officier (1913-1974), président et fondateur de la CADEM de Meknès, Lafarge Maroc ;
- Mustapha Tounsi (1939-2018), officier de L'ALN et ecrivain Algérien vécut 10 ans ;
- Hakima Himmich (1944-), médecin marocaine, présidente de l'ALCS (Association de lutte contre le sida) ;
- Bernard Lugan (1946-), historien, né à Meknès ;
- Corine Sylvia Congiu (1953-), artiste contemporaine née à Meknès ;
- Salaheddine Mezouar (1953-), ex-ministre des affaires étrangères et de la Coopération depuis 2013 ;
- Guy de Kerimel (1953-), archevêque de Toulouse, né à Meknès ;
- Souad El Alaoui Ben Hachem (1955-), autrice marocaine, née à Meknès ;
- Rajae Benchemsi (1957-), femme de lettres née à Meknès ;
- Maxime Ben Haïm peintre né à Meknès, et dont l'oeuvre baigne dans le souvenir du mellah de cette ville ;
- Brigitte Deydier (1958-), judokate française, triple championne du monde, née à Meknès ;
- Fatima Jebli Ouazzani (1959-), journalise, scénariste et réalisatrice maroco-néerlandaise, née à Meknès ;
- Arie Dery (1959) homme politique israélien, ministre de l'intérieur né à Meknes ;
- Ruth Elkrief (1960-), journaliste française née à Meknès, son grand-oncle Chalom Messas ayant été grand rabbin du Maroc ainsi que grand-rabbin de Jérusalem ;
- Anouar Kbibech (1961-), président du Conseil français du culte musulman (2015-2017) ;
- Driss Roukhe (1968-), acteur et réalisateur né à Meknès ;
- Faouzi Bensaïdi (1967-), réalisateur né à Meknès ;
- Driss Maazouzi, (1969-), athlète né à Meknès ;
- Hamadi Hamidouch (1942-), entraîneur et ancien footballeur du CODM et l'équipe nationale marocaine né à Meknès ;
- Philippe Perrin - (1963), Spationaute Français ;
- Abdeljalil Hadda (1972-), footballeur international marocain né à Meknès ;
- Naima El Bezaz (1974-), écrivaine néerlandaise née à Meknès.
- Salah Eddine El Ghomari (1969-2020), journaliste et présentateur de télévision marocain né et enterré à Meknès.
- Mayssa Maghrebi (1983-), actrice marocaine.

## Jumelages et partenariats
- Nîmes (France), depuis 2005
- Almaty (Kazakhstan)
- Reims (France), depuis 2011
- Cenon (France), partenariat culturel depuis 2012
- Franceville (Gabon), depuis 2013
- Huizhou (Chine), depuis 2010
- Tulkarem (Palestine), depuis 2017
- Béja (Tunisie), depuis 2012
- Châlons-en-Champagne (France), depuis 2008
- Bourg-en-Bresse (France), depuis 2019
- Bologne (Italie), depuis 2020[48]

## Galerie

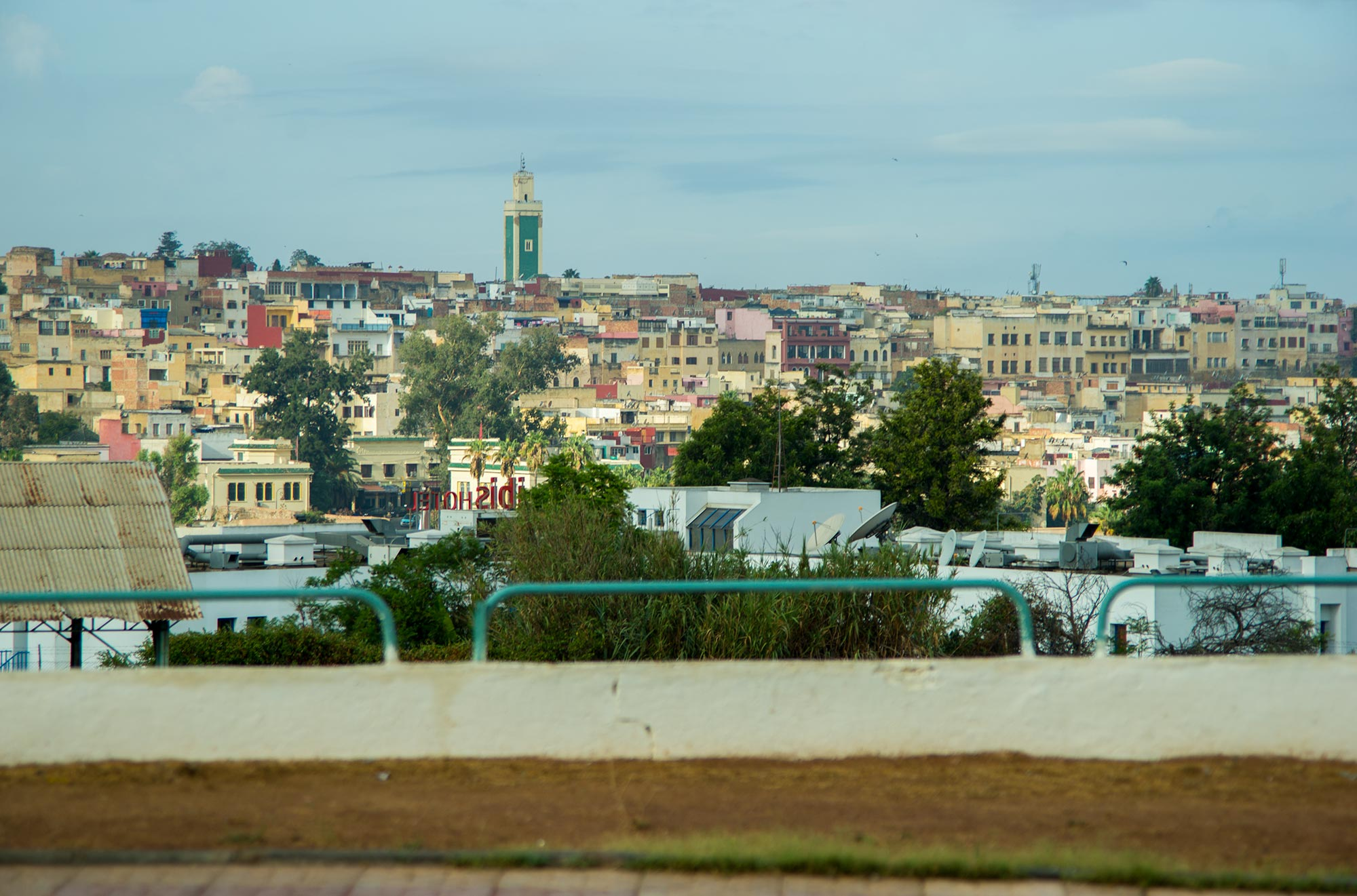
Vue de Meknès.
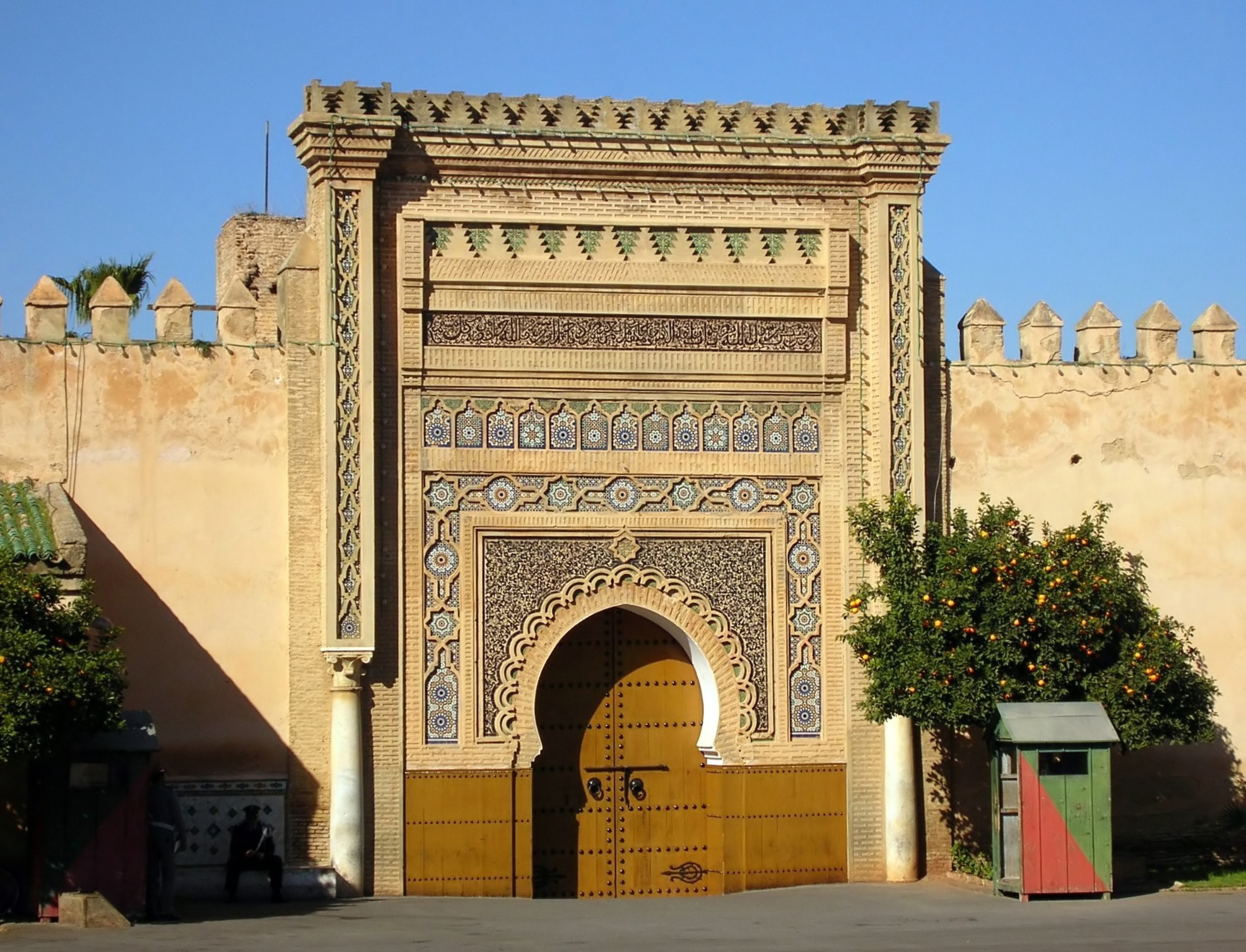
Palais royal.
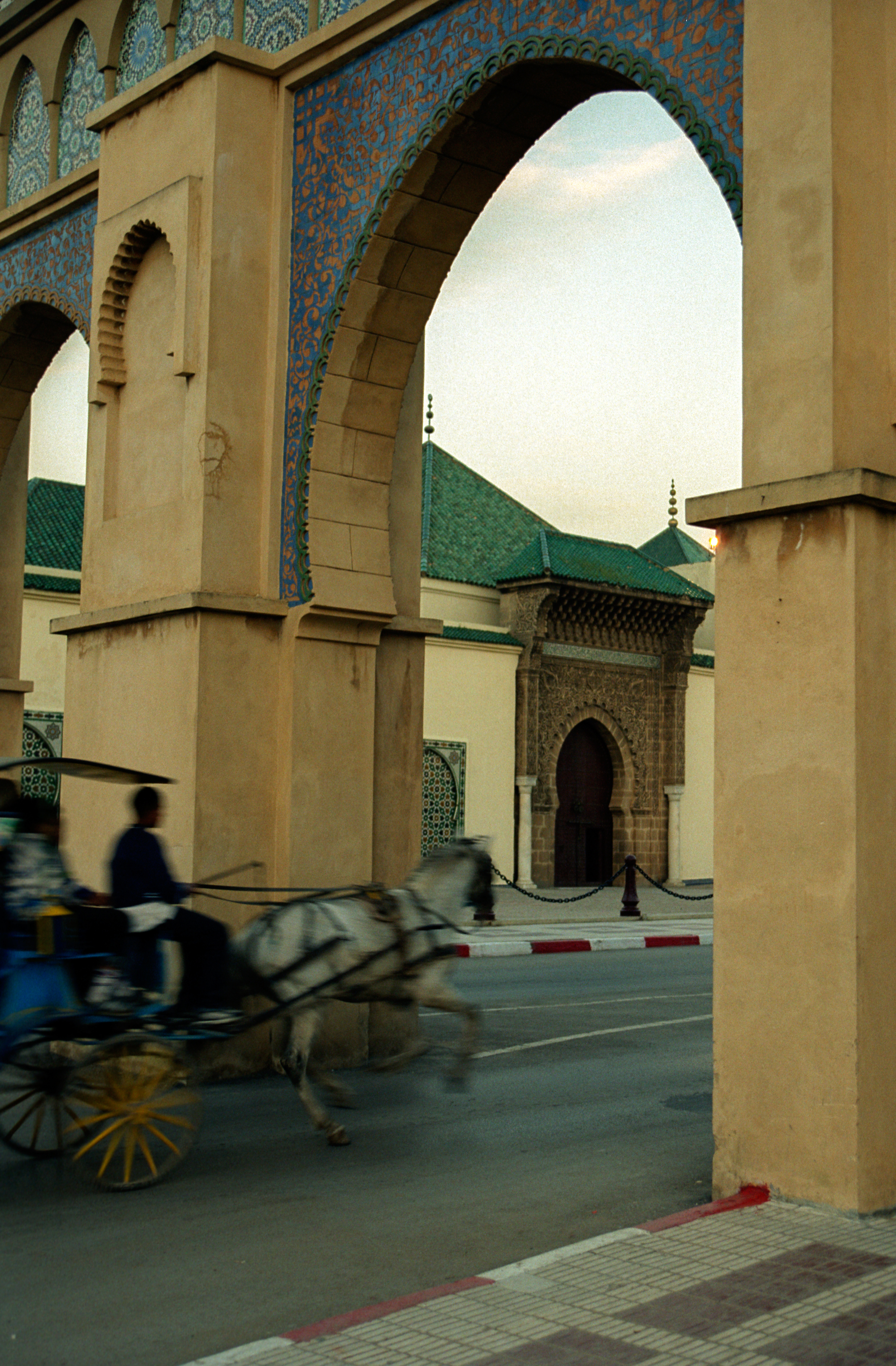
Bab Moulay Ismail.
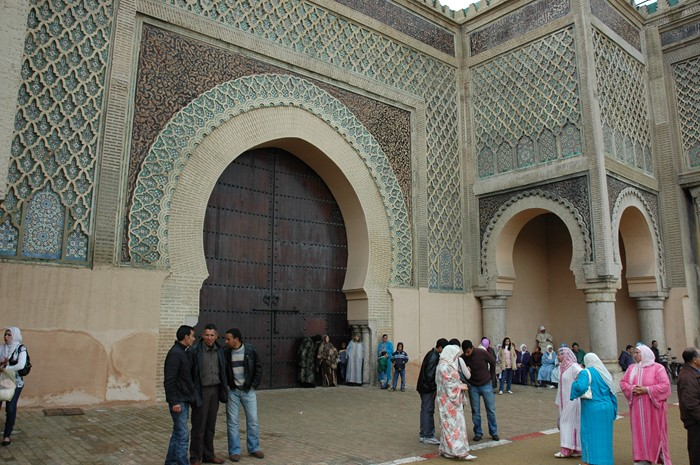
Bab Mansour el Aleuj.
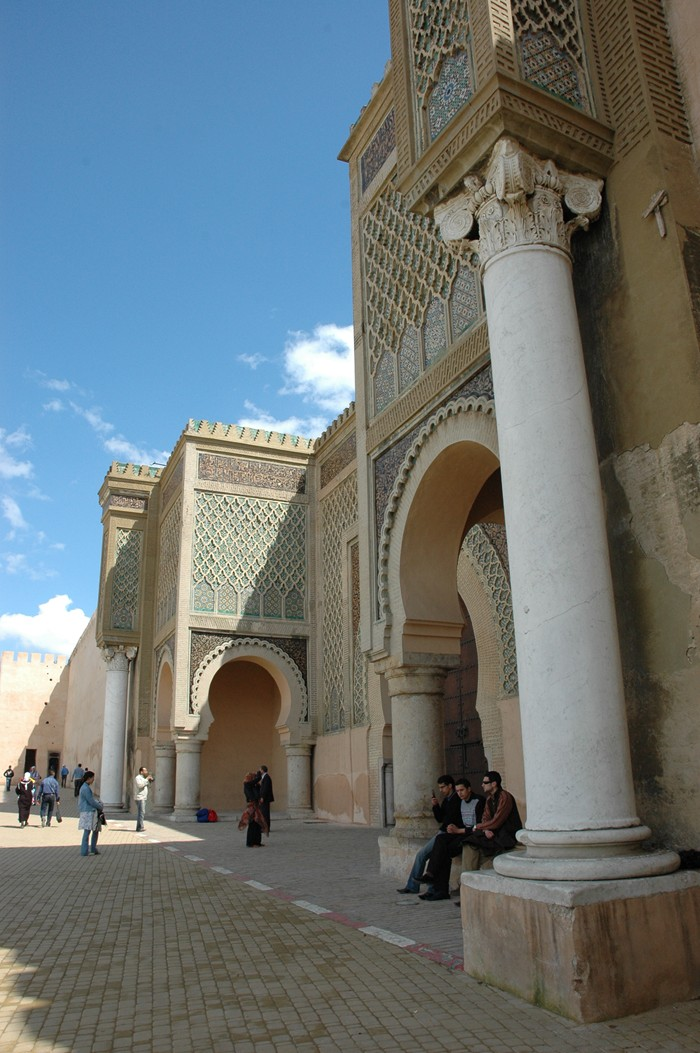
Bab Mansour el Aleuj.
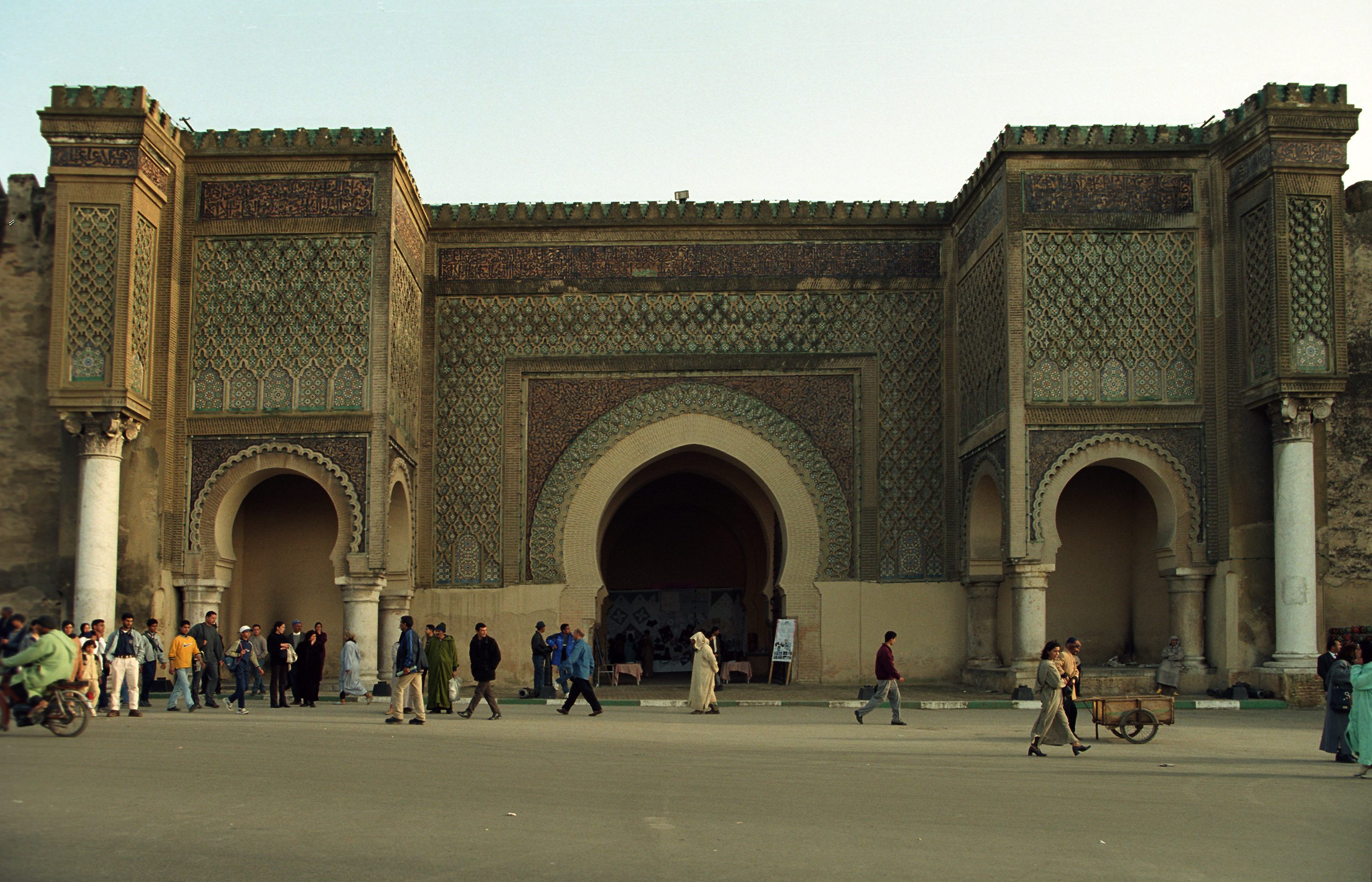
Bab Mansour el Aleuj.
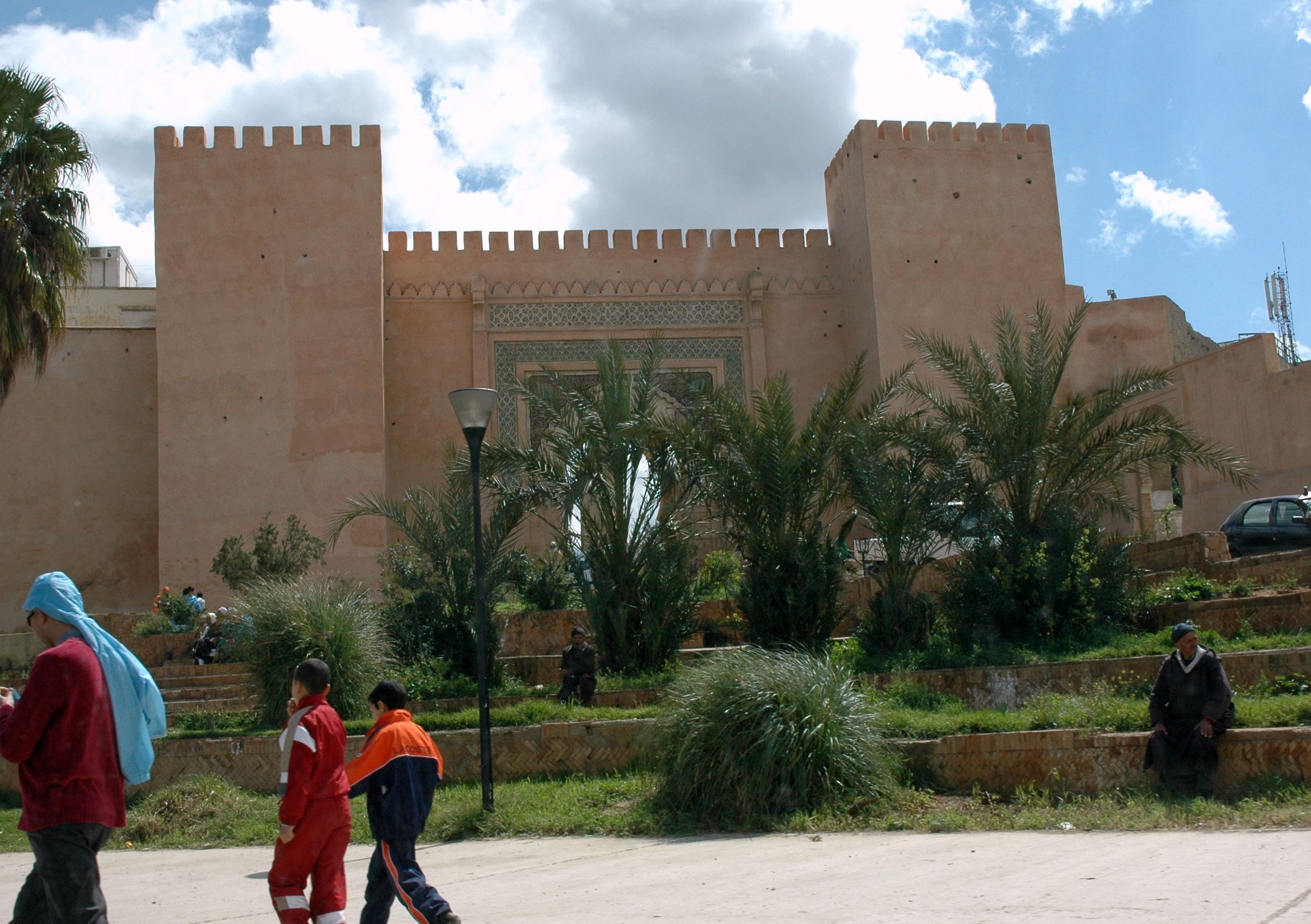
Bab Berdaine.
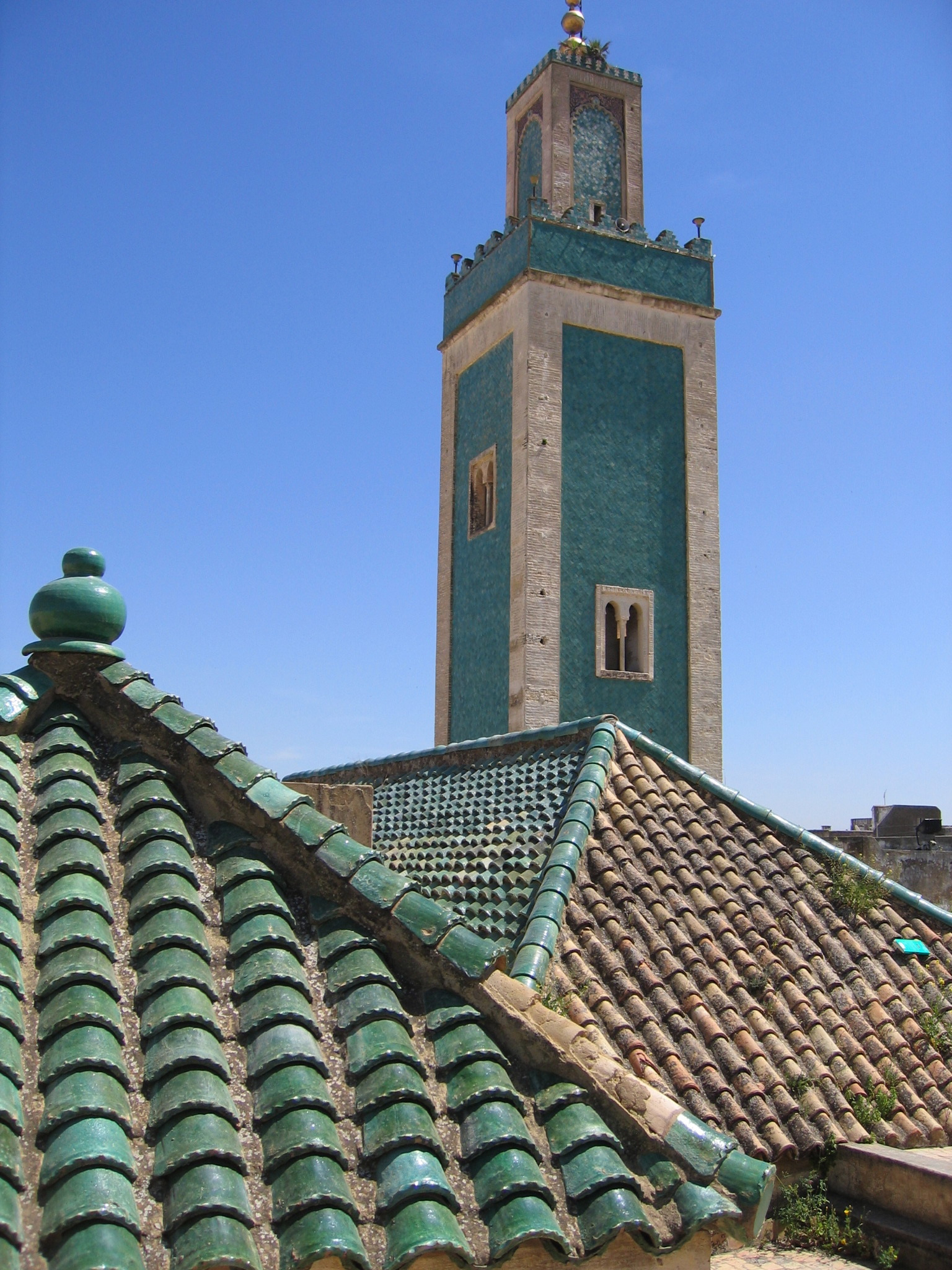
Minaret de la Medersa Bou Inania.
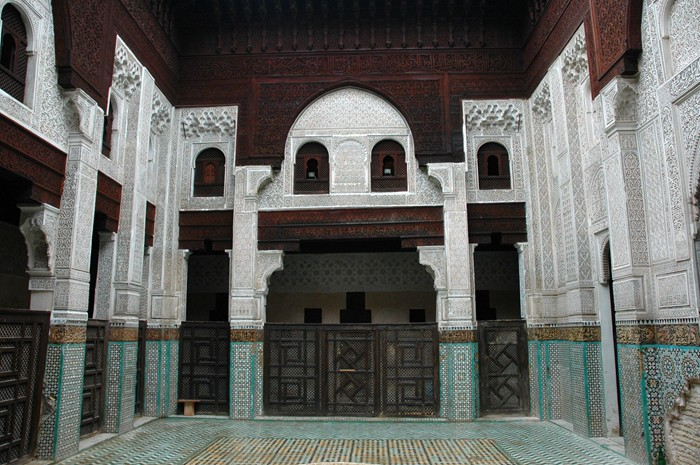
Medersa Bou Inania.
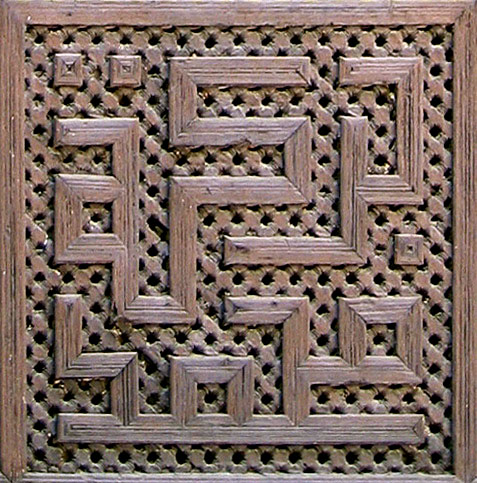
Détail d'une calligraphie kufi à la Medersa Bou Inania.
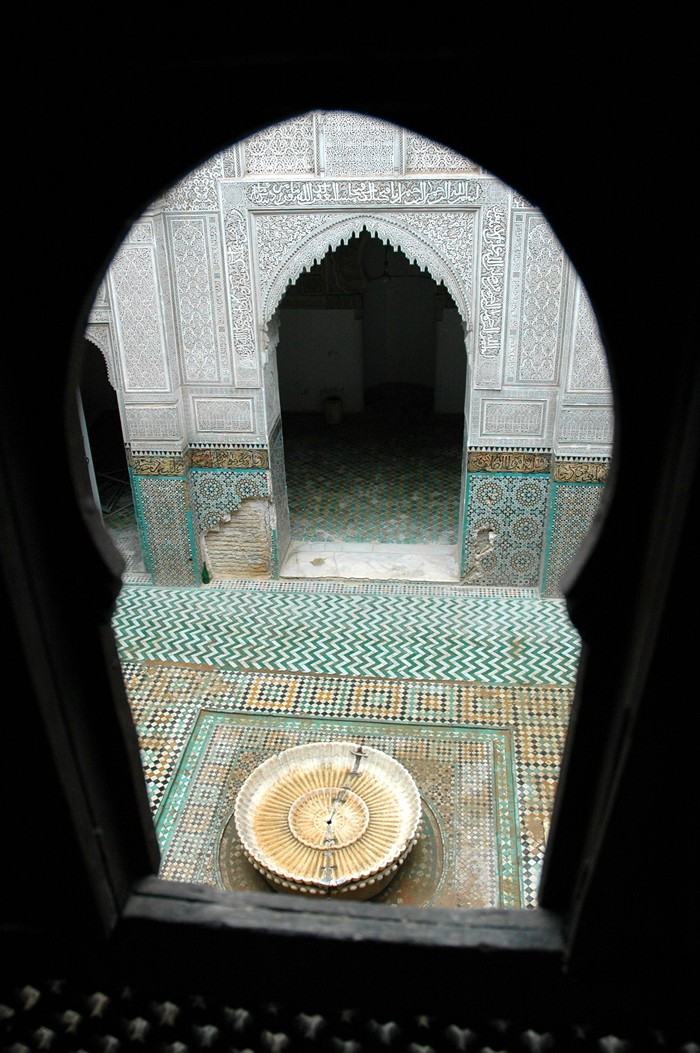
Vue de la cour de la Medersa Bou Inania.
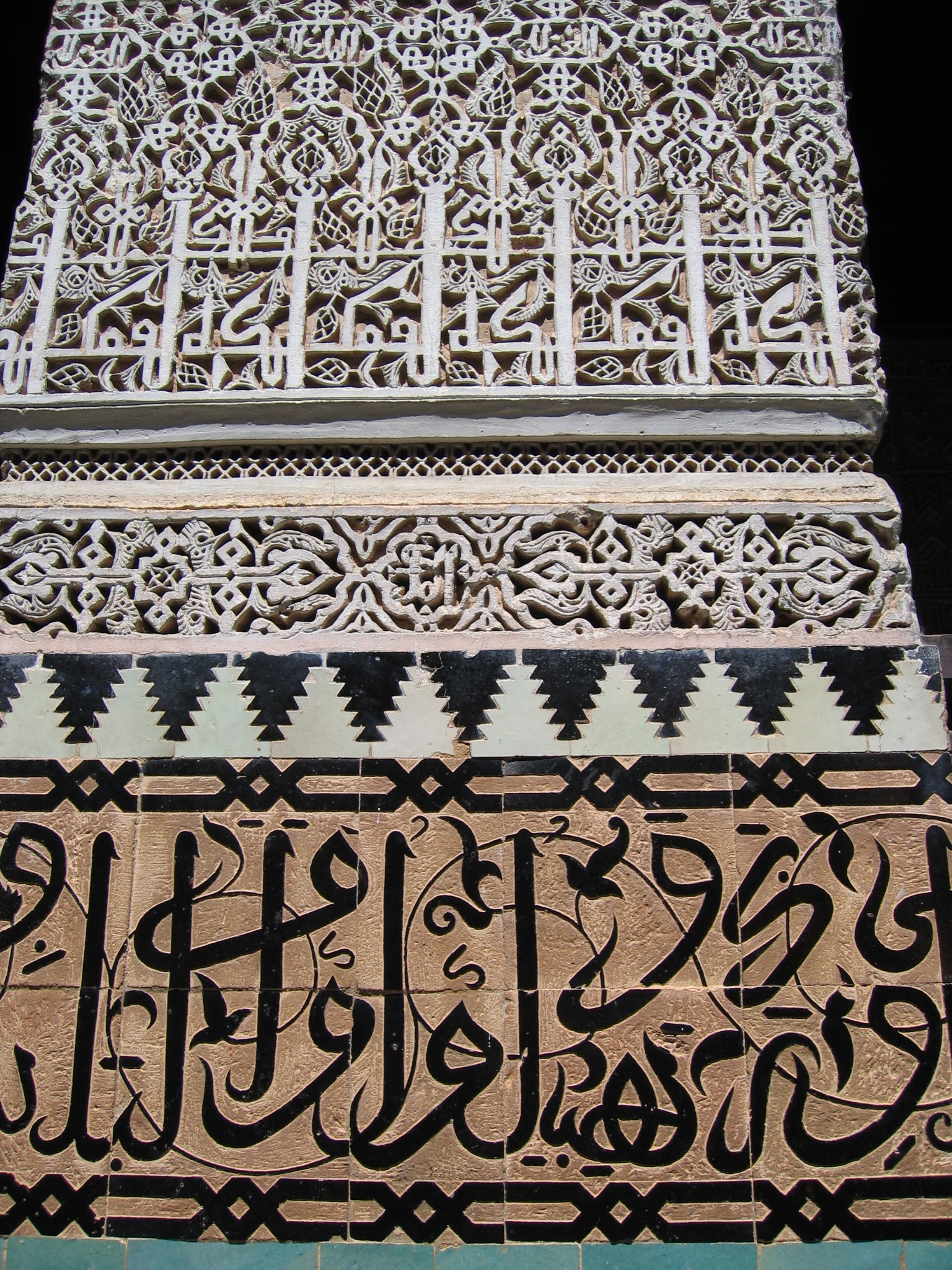
Calligraphie, Medersa Bou Inania.
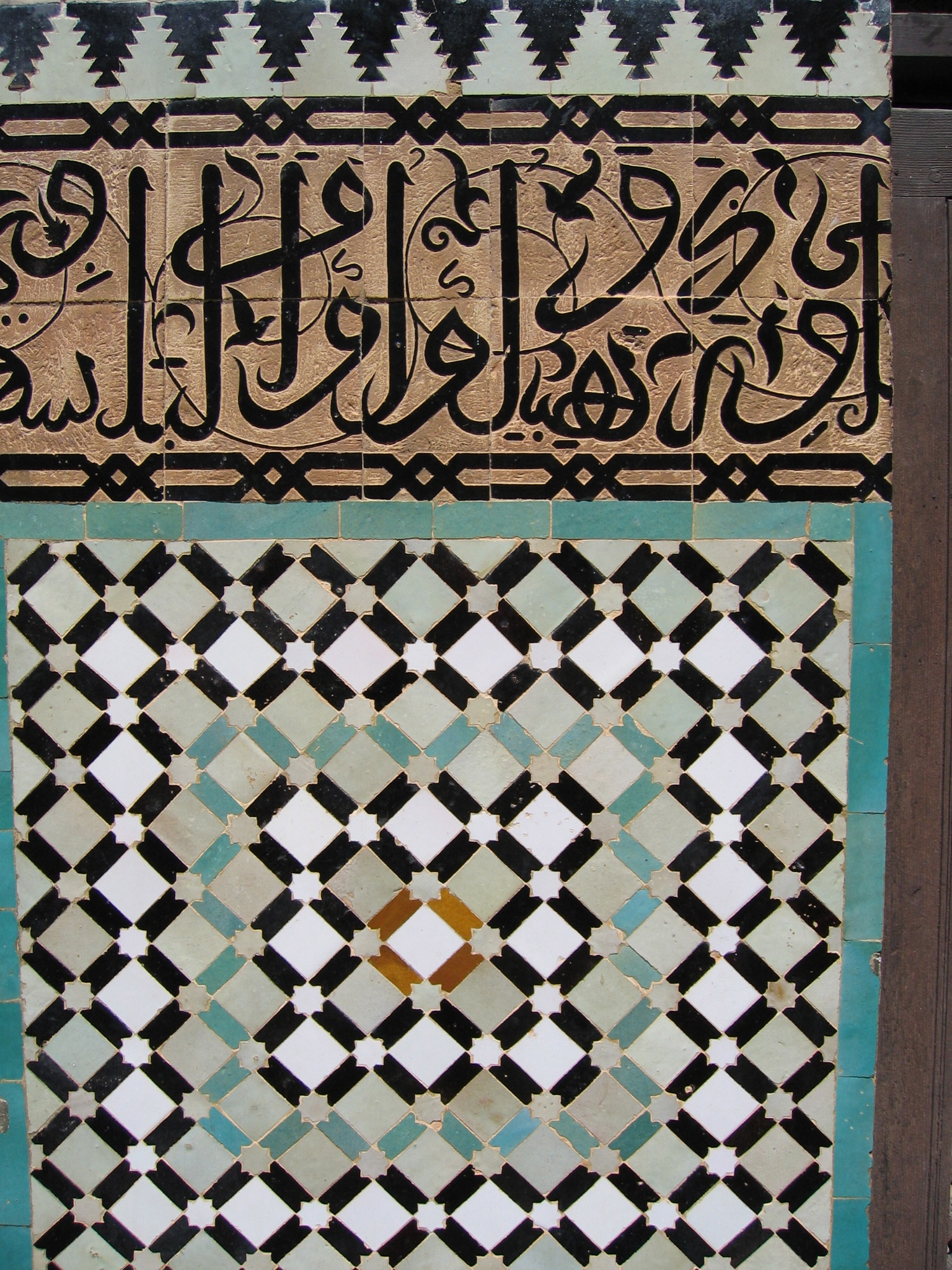
Calligraphie et mosaïque, Medersa Bou Inania.
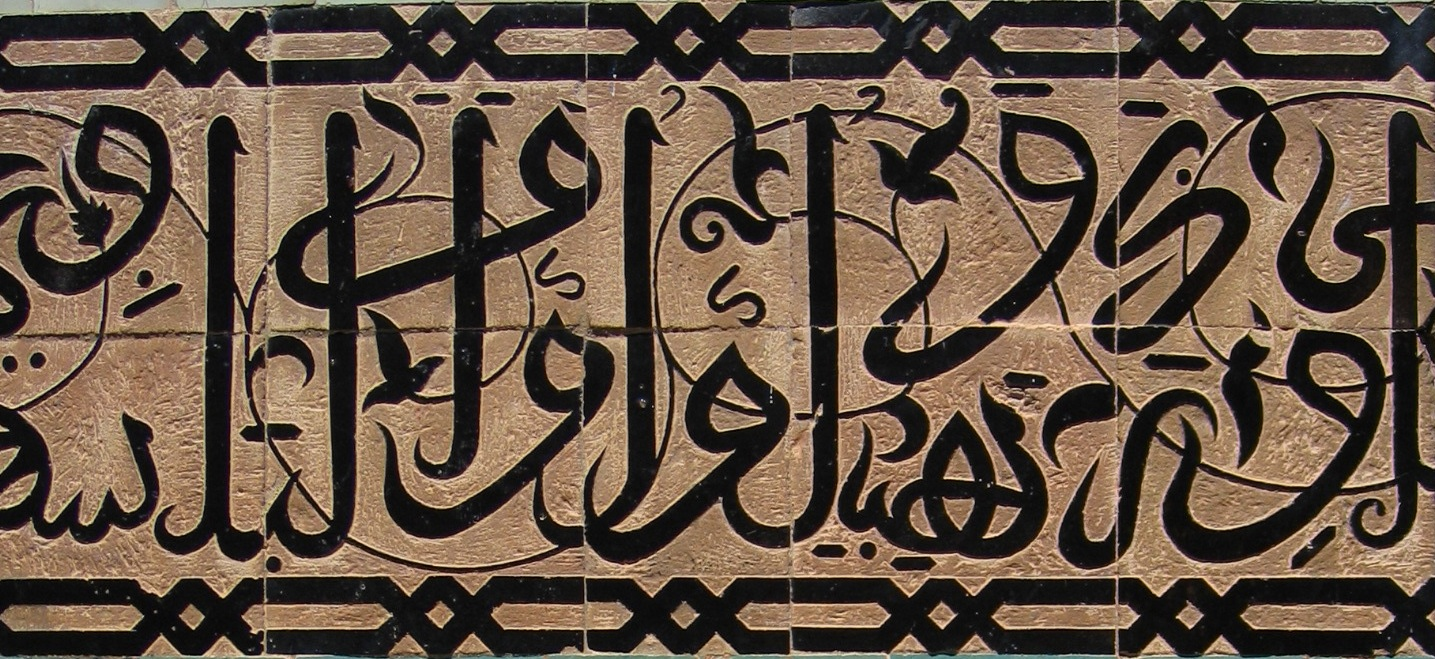
Calligraphie, Medersa Bou Inania.
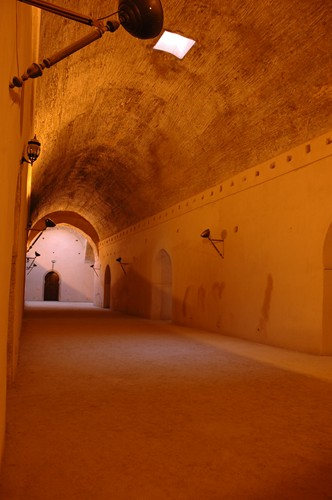
Dar el-Ma.
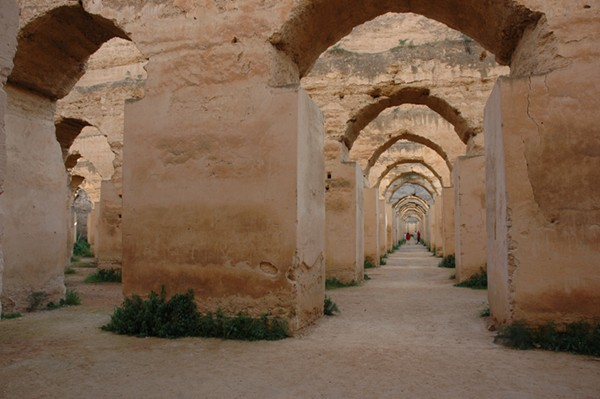
Granges du Mausolée de Moulay Ismaïl.
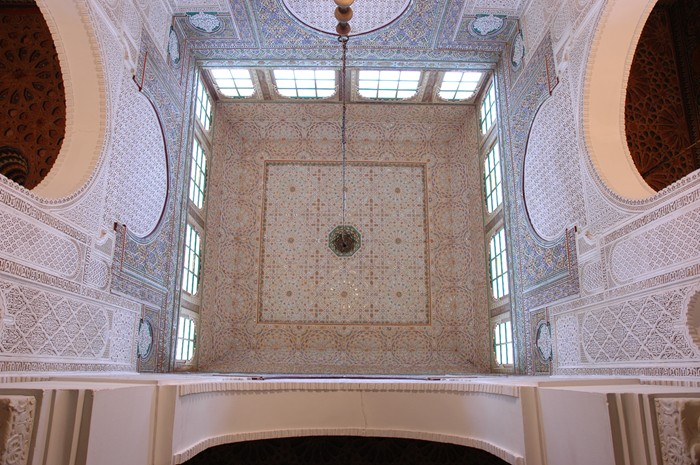
Plafond du Mausolée de Moulay Ismaïl.
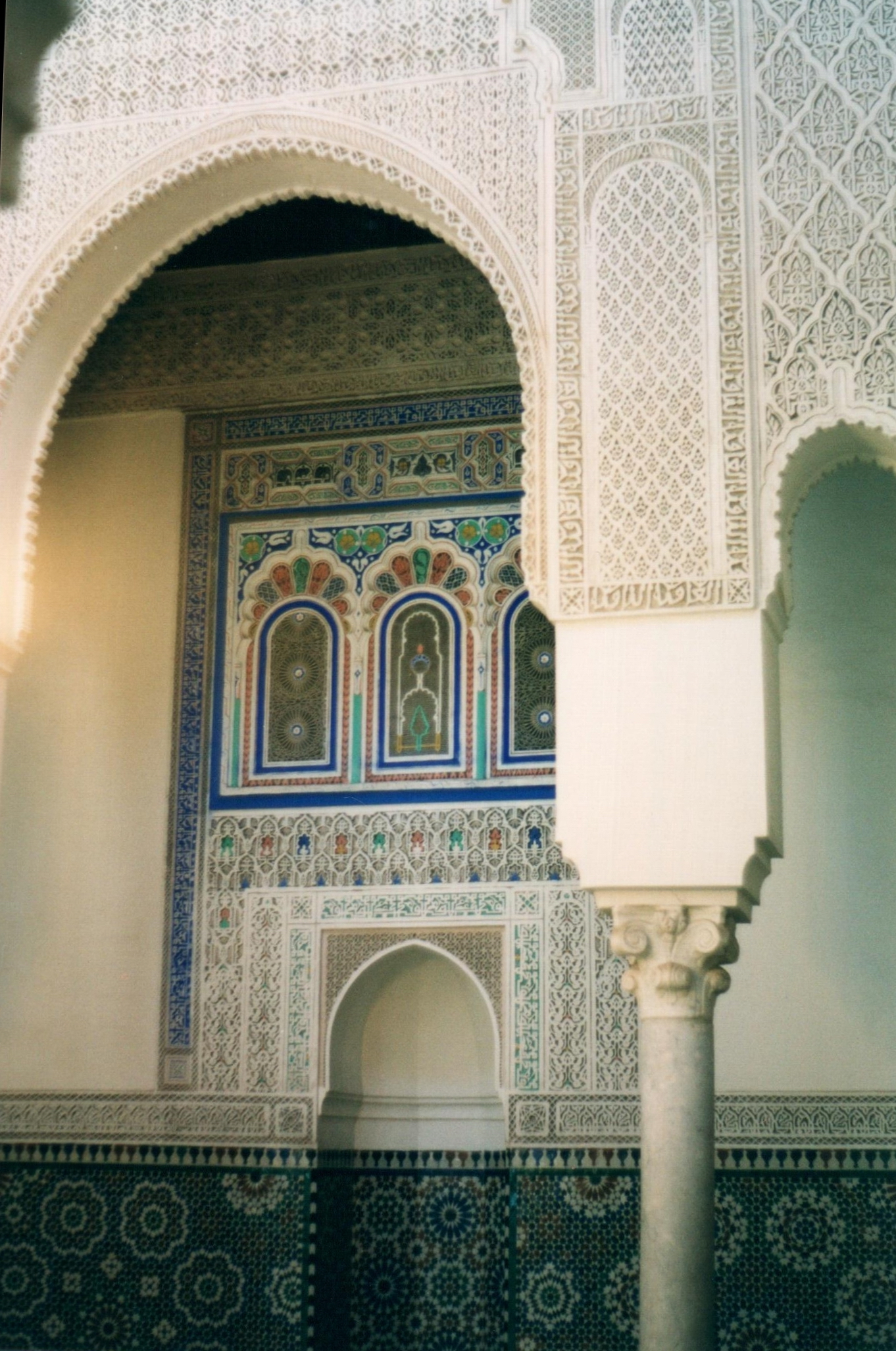
Mausolée de Moulay Ismaïl.
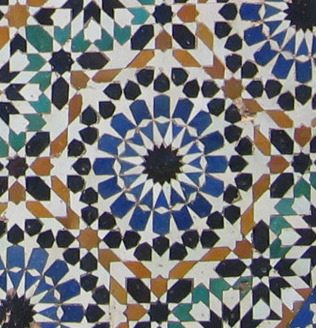
Mosaïque de la place El-Hédime.
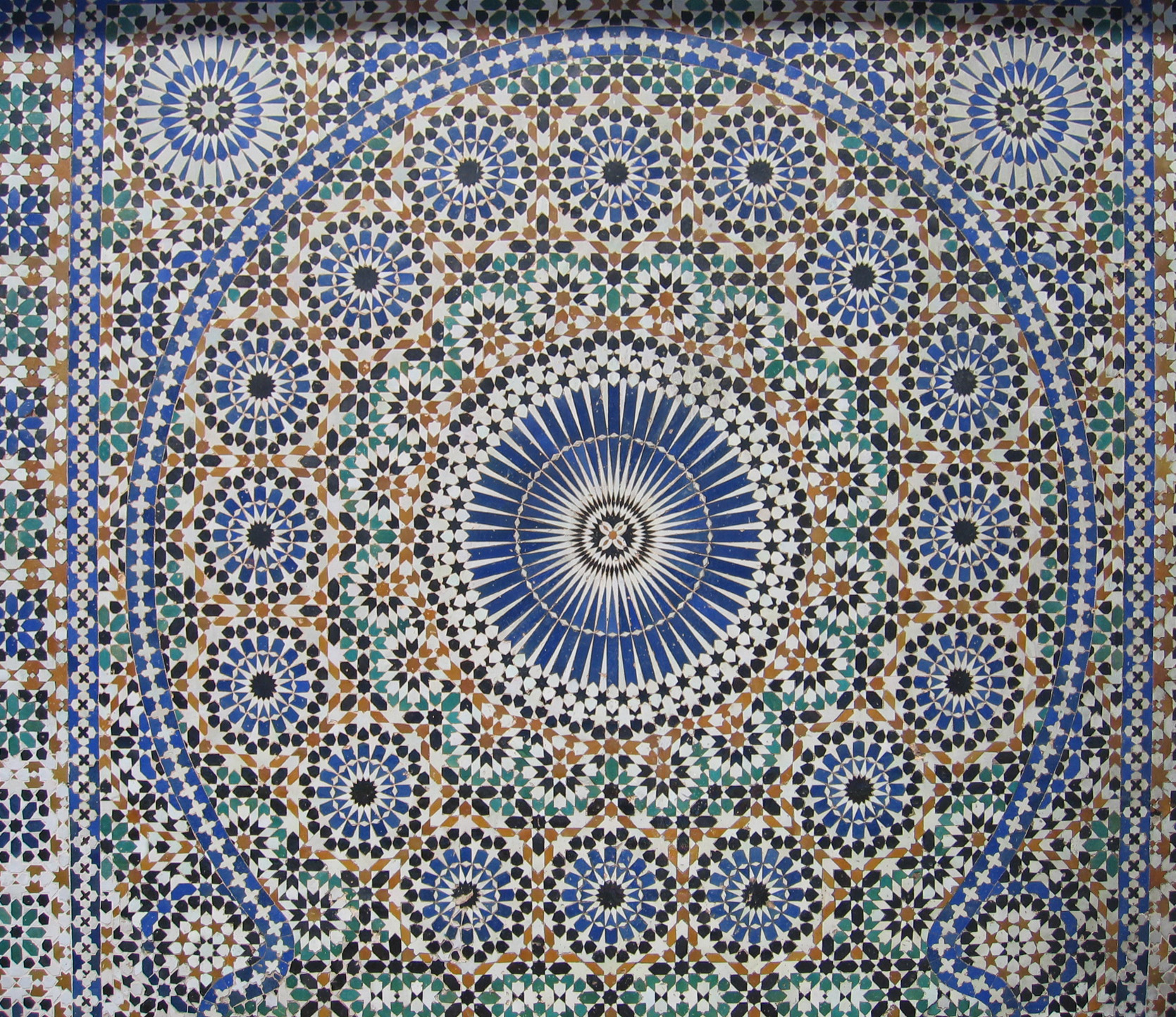
Mosaïque de la place El-Hédime.
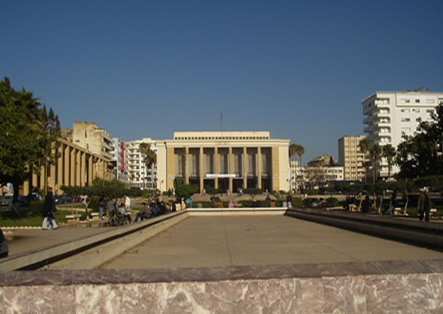
Hôtel de ville de Meknès.